# Bulgària
Bulgària (búlgar: България, Balgària), oficialment la República de Bulgària, és un estat del sud-est d'Europa situat a la part oriental dels Balcans. Fa frontera amb Romania al nord, Sèrbia i Macedònia del Nord a l'oest, Grècia i Turquia al sud i el mar Negre a l'est. El seu territori de 110.994 km² en fa el setzè estat més extens d'Europa. La capital i ciutat més poblada n'és Sofia, mentre que Plòvdiv, Varna i Burgàs són altres ciutats importants.

Catedral d'Alexander Nevsky, Sofia

Les cultures prehistòriques organitzades van començar a desenvolupar-se sobre les actuals terres búlgares durant el Neolític. La seva història antiga veié la presència de tracis, grecs, perses, celtes, romans i altres. L'aparició d'un estat búlgar unificat es remunta a l'establiment del Primer Imperi Búlgar el 681 de la nostra era, que va dominar la major part dels Balcans i va funcionar com un nucli cultural per als eslaus durant l'edat mitjana. Va durar fins a l'any 1018, quan va caure sota el domini romà d'Orient. Va renéixer amb el Segon Imperi Búlgar el 1185, que arribà al punt més alt de poder i expansió territorial a la primera meitat del segle xiii, i va existir entre 1185 i 1396, quan fou vençut per l'expansió de l'Imperi Otomà el 1396. El 1878, després de gairebé un segle de renaixença cultural i econòmica, rebel·lions sense èxit i conflictes diplomàtics, Bulgària va recuperar la seva condició d'estat en forma de monarquia i s'alliberà de cinc segles de domini otomà amb l'ajuda de l'Imperi Rus. Els anys següents foren testimoni de diversos conflictes amb els seus veïns, cosa que va portar Bulgària a alinear-se amb Alemanya en les dues guerres mundials. El 1946 es va convertir en un estat socialista d'un sol partit com a part del Bloc de l'Est liderat per la Unió Soviètica. El desembre de 1989, el dominant Partit Comunista va permetre eleccions multipartidistes, que posteriorment van conduir a la transició de Bulgària a una democràcia i una economia basada en el mercat.
La població de 7 milions de persones de Bulgària és predominantment urbana i es concentra principalment en els centres administratius de les seves 28 províncies. En termes econòmics, Bulgària és un estat industrial l'economia del qual es basa en la producció de metalls i minerals i en el processament de matèries primeres. Un paper menor en l'economia el tenen l'agricultura i el turisme. Els principals problemes per al desenvolupament del país són els nivells molt alts de corrupció i la situació demogràfica crítica.
L'estructura política actual del país data de l'adopció d'una constitució democràtica el 1991. Bulgària és un estat unitari i una república parlamentària amb un alt grau de centralització política, administrativa i econòmica. És membre de la Unió Europea, de l'OTAN, i del Consell d'Europa; és un estat fundador de l'Organització per a la Seguretat i la Cooperació a Europa (OSCE) i ha estat membre del Consell de Seguretat de les Nacions Unides tres vegades.

## Etimologia
En les cròniques llatines, l'etnònim «búlgars» s'esmenta per primer cop com a vulgares el 334. Com a primer testimoniatge oficial dels búlgars amb aquest etnònim, la ciència històrica accepta l'esment dels búlgars (Ziezi ex quo Vulgares) en una col·lecció llatina tardana que ens ha arribat en diverses transcripcions escrites als segles iv i v. El text forma part d'una llista dels fills del Sem (bíblic) i dels pobles que en provenen. Ziezi ex quo Vulgares es tradueix com a 'Ziezi, del qual són els búlgars': Ziezi és fill de Sem i net de Noè.
En les fonts àrabs el nom apareix com a "burdjan" mentre que amb "búlgar" s'assenyalen els búlgars del Volga. Hi ha diversos supòsits i hipòtesis sobre l'origen dels búlgars ètnics, semblants a la seva llengua parlada i el seu origen ètnic. No és clar si els búlgars són un epònim (és a dir, una autodenominació) o un nom donat per una altra gent. Cal tenir en compte que el nom "búlgar" s'assembla a diferents paraules d'origen altaic i indoeuropeu que contenen l'arrel "blug", "bulg", etc.
El supòsit més antic, el dona l'autor romà d'Orient Josep Genesi (segle x), segons el qual els "búlgars" provenien d'un senyor Búlgar. S'ha suggerit que "búlgars" té una connexió amb el nom del riu Volga, que en llatí és Bulga, les ribes del qual van habitar els búlgars fins al segle vi. El primer supòsit, el defensa Nicèfor Gregoràs (1294-1359) i és vàlid fins al final de l'edat mitjana i fins i tot durant el Renaixement búlgar: Hristofor Jefaròvitx, Païssi Hilendarski, Konstantín Fòtinov, Petko Slavèikov i l'erudit búlgar Ivan Xixmànov.
Durant el Renaixement nacional van aparèixer versions de Spiridon Gabrovo -"búlgars" ve del patriarca Bolg; Gueorgui Rakovski -de "blag"; Tsani Gíntxev -del riu Buh. En els segles xviii al xix, també és interessant la qüestió de la ciència històrica i filosòfica europea. M. Katàntxitx creu que "búlgars" prové dels boiars, l'etnògraf txec Wilhelm Tomaschek el 1872 dona una idea: que "búlgar" significa 'gent mixta', 'una barreja de pobles' del turc-mongol "bulga" ("bulgamak"), opinió adoptada per Vassil Zlatarski i Stoian Mladènov. El turcòleg hongarès D. Vamberi el 1882 expressa la tesi que "búlgar" significa 'rebel, insurgent, insurrecte, nació inquieta', tesi adoptada per J. Nemeth i en part pel lingüista D. Dètxev. Segons aquesta explicació, "búlgar" derivaria del mot prototurquès bulģha ('barrejar', 'sacsejar') i el seu derivat bulgak ('revolta', 'desordre'). El significat es pot estendre encara més fins a 'rebel·lar', 'incitar' o 'produir un estat de desordre', és a dir, 'disturbis'. 'Mescla' és una interpretació controvertida de la paraula que es refereix a la suposada barreja d'oghurs i huns al nord del mar Negre. Tanmateix, aquesta combinació pot haver tingut lloc abans. L'acadèmic Sanping Chen ha assenyalat grups anàlegs a l'Àsia interior, amb noms fonològicament similars, que sovint es van descriure en termes semblants: durant el segle iv, el poble jie, un component de les "cinc tribus bàrbares" (Wu Hu) a l'antiga Xina, van ser retratats com a "ètnia mixta" i "problemàtics". Les etimologies alternatives inclouen la derivació d'un compost prototurquès de "bel" ('cinc') i "gur" ('fletxa') en el sentit de 'tribu', una divisió dins dels utigurs o onogurs ('deu tribus').
Segons l'explicació de B. Simeònov, "búlgar" pot ser interpretat com a 'descendents de Búlgar', en què "Búlgar" té el significat d'un mamífer tipus fagina (búlgar: Белка belka), que és probable que hagi estat l'animal totèmic dels protobúlgars. Entre les noves interpretacions que van sorgir després de la publicació de la hipòtesi iraniana sobre l'origen dels protobúlgars és que "búlgar" prové de la paraula osseta "balgueron", és a dir, 'una persona que viu als suburbis' o potser una connexió lingüística afganesa, en què "búlgar" significa 'persona que habita més enllà de les muntanyes'. Altres suggeriments són que "bgl" expressa la idea de 'vida, persona, comunitat' i ha de ser interpretada com a 'gent', 'humà' o el que en búlgar significa 'gran persona', etc.

## Història

### Prehistòria i antiguitat

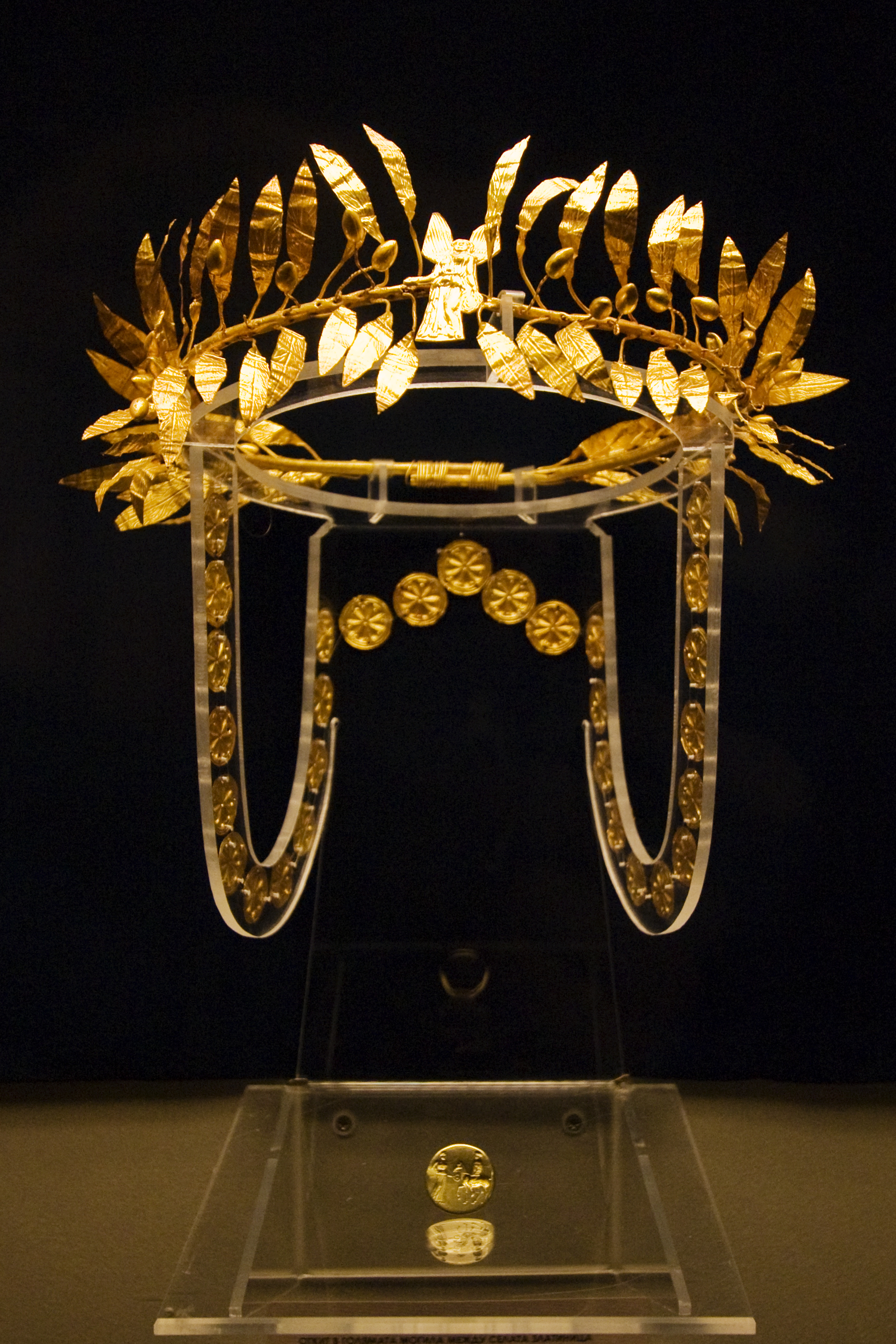
Corona de flors daurada tràcia exposada al Museu Nacional d'Història de Bulgària

L'activitat humana a les terres de la moderna Bulgària es remunta al Paleolític. Les societats prehistòriques organitzades a les terres búlgares inclouen la cultura neolítica d'Hamangia, la cultura de Vinča i la cultura de Varna, de l'Eneolític (mil·lenni V aC). D'aquesta última està acreditat que va inventar el treball i l'explotació de l'or. Algunes d'aquestes primeres foses d'or van produir les monedes, armes i joies de la Necròpoli de Varna, que conté les joies d'or més antigues del món amb una antiguitat aproximada de més de 6.000 anys. Aquest jaciment també ofereix informació sobre la comprensió de la jerarquia social de les primeres societats europees.
Els tracis, un dels tres grups ancestrals primaris de búlgars moderns, van començar a aparèixer a la regió durant l'edat del ferro. A finals del segle vi aC, els perses van conquistar la major part de l'actual Bulgària i la van mantenir fins al 479 aC. Amb la influència dels perses, el gruix de les tribus tràcies es va unir al Regne dels odrisis el 470 aC, durant el regnat de Teres I, però posteriorment van ser subjugats per Alexandre el Gran i pels romans l'any 46 de la nostra era.
Després de la divisió de l'Imperi Romà al segle v, l'àrea va caure sota el control romà d'Orient. En aquesta època, el cristianisme ja s'havia estès a la regió. Una petita comunitat gòtica a Nicòpolis del Danubi  va produir el primer llibre en llengua germànica al segle iv, la Bíblia d'Úlfila. El primer monestir cristià (Sant Atanasi) fou establert al voltant de la mateixa època per sant Atanasi al centre de Bulgària.
A partir del segle vi, els eslaus del sud es van assentar gradualment a la regió, i assimilaren els parcialment hel·lenitzats o romanitzats tracis.

### Primer Imperi Búlgar (681 - 1018)

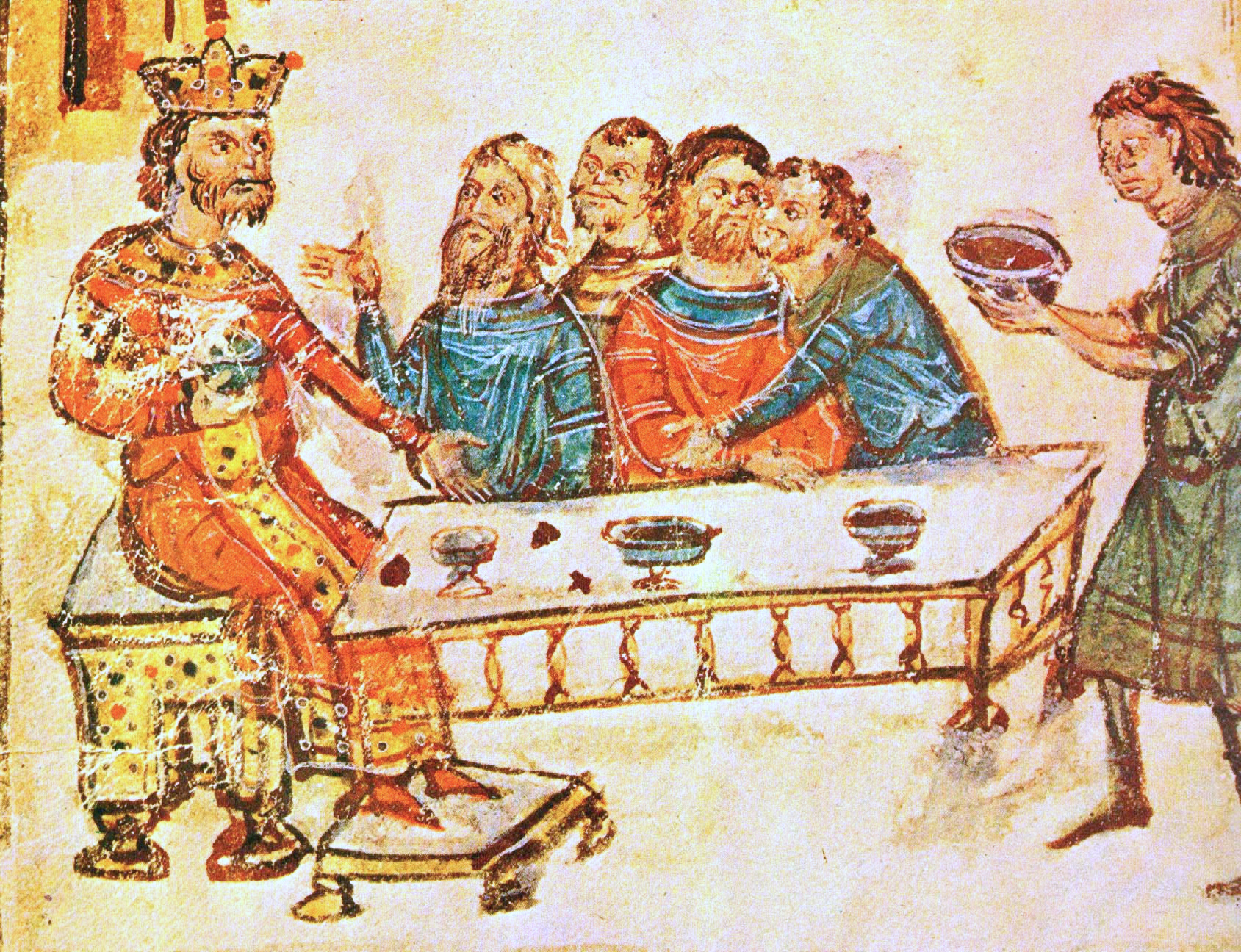
Festes del kan Krum amb els seus nobles després de la batalla de Pliska. El servent (a l'extrem dret) porta la copa de crani de Nicèfor I

El 680 les tribus seminòmades turqueses búlgares sota el lideratge d'Asparukh Khan es van traslladar al sud a través del Danubi, es van establir a la zona entre el baix Danubi i els Balcans, i van establir la seva capital a Pliska. Un tractat de pau amb l'Imperi Romà d'Orient el 681 va marcar el començament del Primer Imperi Búlgar. Els búlgars es van barrejar gradualment amb la població local, i adoptaren un llenguatge comú a partir del dialecte eslau local.
Els governants successius van enfortir l'estat búlgar al llarg dels segles viii i ix. Krum va doblar el territori del país, va occir l'emperador romà d'Orient Nicèfor I el Logoteta en la batalla de Pliska, i va introduir el primer codi legal escrit. El paganisme fou abolit a favor del cristianisme ortodox sota el regnat de Boris I el 864. Aquesta conversió fou seguida d'un reconeixement romà d'Orient de l'Església Ortodoxa búlgara i l'adopció de l'alfabet ciríl·lic desenvolupat a Preslav, que va enfortir l'autoritat central i va ajudar a fusionar els eslaus i els búlgars en un poble unificat. Va començar una posterior edat d'or cultural durant els 34 anys de regnat de Simeó I el Gran, que també va aconseguir la major expansió territorial de l'estat.
Les guerres amb magiars i petxenegs i la propagació de l'heretgia de Bogomil van debilitar Bulgària després de la mort de Simeó. Les invasions consecutives de la Rus' i romanes d'Orient van provocar la caiguda de la capital, Preslav, a mans de l'exèrcit romà d'Orient el 971. Sota el regnat de Samuel, Bulgària es va recuperar breument d'aquests atacs, però aquesta revifalla va acabar quan l'emperador romà d'Orient Basili II va derrotar l'exèrcit búlgar a Kliutx el 1014. Samuel va morir poc després de la batalla, i el 1018 els romans d'Orient havien sotmès el Primer Imperi Búlgar.

### Domini romà d'Orient (1018 - 1185)
Després de la conquesta de Bulgària, Basili II va impedir les revoltes i el descontentament, conservà el control de la noblesa local i exonerà les terres recentment conquerides de l'obligació de pagar impostos en or, cosa que els permetia de pagar-los en espècie. També va permetre al patriarcat búlgar de retenir el seu estatus d'autocefàlia i totes les seves diòcesis, però el va reduir a un arquebisbat (d'Ohri). Després de la seva mort, les polítiques domèstiques romanes d'Orient van canviar i es van produir una sèrie de rebel·lions infructuoses, encapçalades per Pere II Delian (1040 - 1041), Pere III i Jordi Voiteh (1072). Després de la derrota en la batalla de Mantziciert, en l'Imperi Romà d'Orient es van crear processos polítics interns favorables que van contribuir a l'ascens del moviment d'alliberament popular de Bulgària. La Dinastia Assèn conclogué una aliança estratègica per lluitar contra l'Imperi Romà d'Orient als Balcans amb el Gran Zupan de Sèrbia, Esteve Nemanja. A la primavera del 1185, els nobles de la Dinastia Assèn Ivan I Assèn I i Pere IV Assèn van organitzar una important insurrecció (revolta d'Assèn i Pere). Moltes persones també participaren en la insurrecció, a causa d'un impost ramader. Els rebels decidiren que l'aixecament comencés el dia de Dimítroven (26 d'octubre). Per encoratjar la gent i com a signe del començament de les accions, els germans Ivan i Pere va escampar el rumor que sant Demetri havia abandonat Tessalònica i la seva icona es trobava a l'església construïda pels germans.
El 26 d'octubre de 1185, Ivan i Pere es van revoltar contra les autoritats romanes d'Orient a les terres búlgares, i el germà gran, Pere, fou proclamat rei, com a Pere IV Assèn (més tard, Ivan es va fer càrrec del poder). El comandant romà d'Orient Aleix Branàs perdé les primeres batalles amb els rebels. A la primavera de 1187 l'emperador Isaac II Àngel va assetjar la fortalesa de Lòvetx per recuperar la possessió de Mèsia. Després d'un setge fracassat de tres mesos, va renunciar a la seva intenció i va signar un tractat de pau que de iure reconeixia la restauració de la independència búlgara i la seva condició d'estat. Aquest acte marca historiogràficament i cronològica l'inici del Segon Imperi Búlgar amb Veliko Tàrnovo com a capital.

### Segon Imperi Búlgar (1185 - 1346)

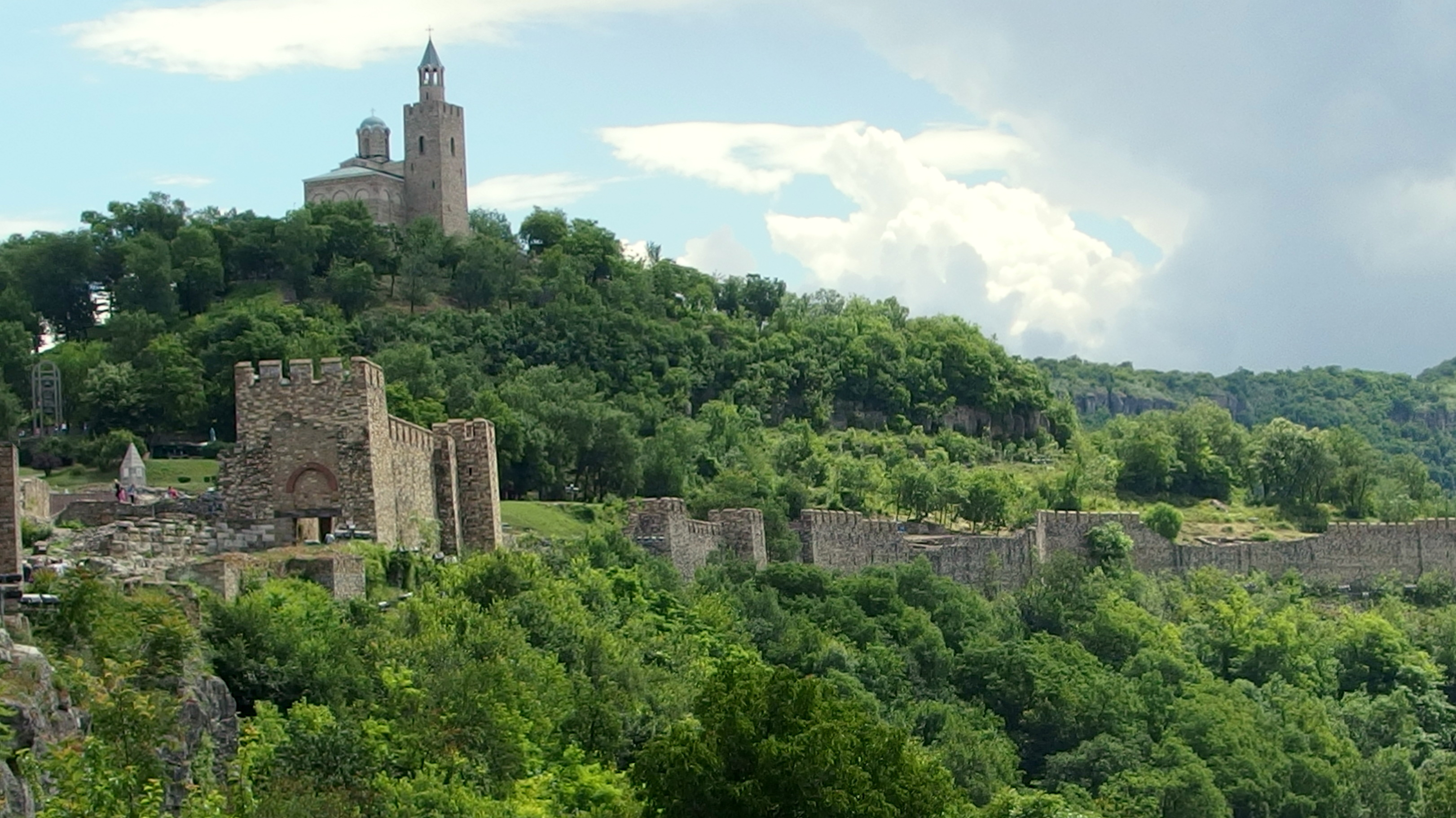
Muralles de la fortalesa de Tsàrevets a Veliko Tàrnovo, la capital del Segon Imperi

Kaloian, el tercer dels monarques Assèn, va ampliar el seu domini a Belgrad i Ocrida. Va reconèixer la supremacia espiritual del papa i va rebre una corona reial d'un legat papal. L'imperi va aconseguir el seu zenit sota Ivan II Assèn (1218-1241), quan el comerç i la cultura van florir. La forta influència econòmica i religiosa de Tàrnovo la va convertir en una "tercera Roma", a diferència de la ja en declivi Constantinoble.
El final de la dinastia Assèn el 1257 fou seguit d'un significatiu declivi, marcat per conflictes interns, incessants atacs romans d'Orient i hongaresos i la invasió mongola. A finals del segle xiv, les divisions de faccions entre els terratinents feudals i la propagació del bogomilisme havien fet que el Segon Imperi Búlgar es fragmentés en tres estats separats: el Tsarat de Vidin, el Tsarat de Tàrnovo i el Despotat de Dobrudja. Aquests estats residuals continuaren estant en freqüent conflicte amb els romans d'Orient, els hongaresos, els serbis, els venecians i els genovesos. A finals del segle xiv, els turcs otomans havien començat la conquesta de Bulgària i havien ocupat la majoria de les ciutats i fortaleses al sud de la serralada dels Balcans.

### Domini otomà (1396 - 1878)

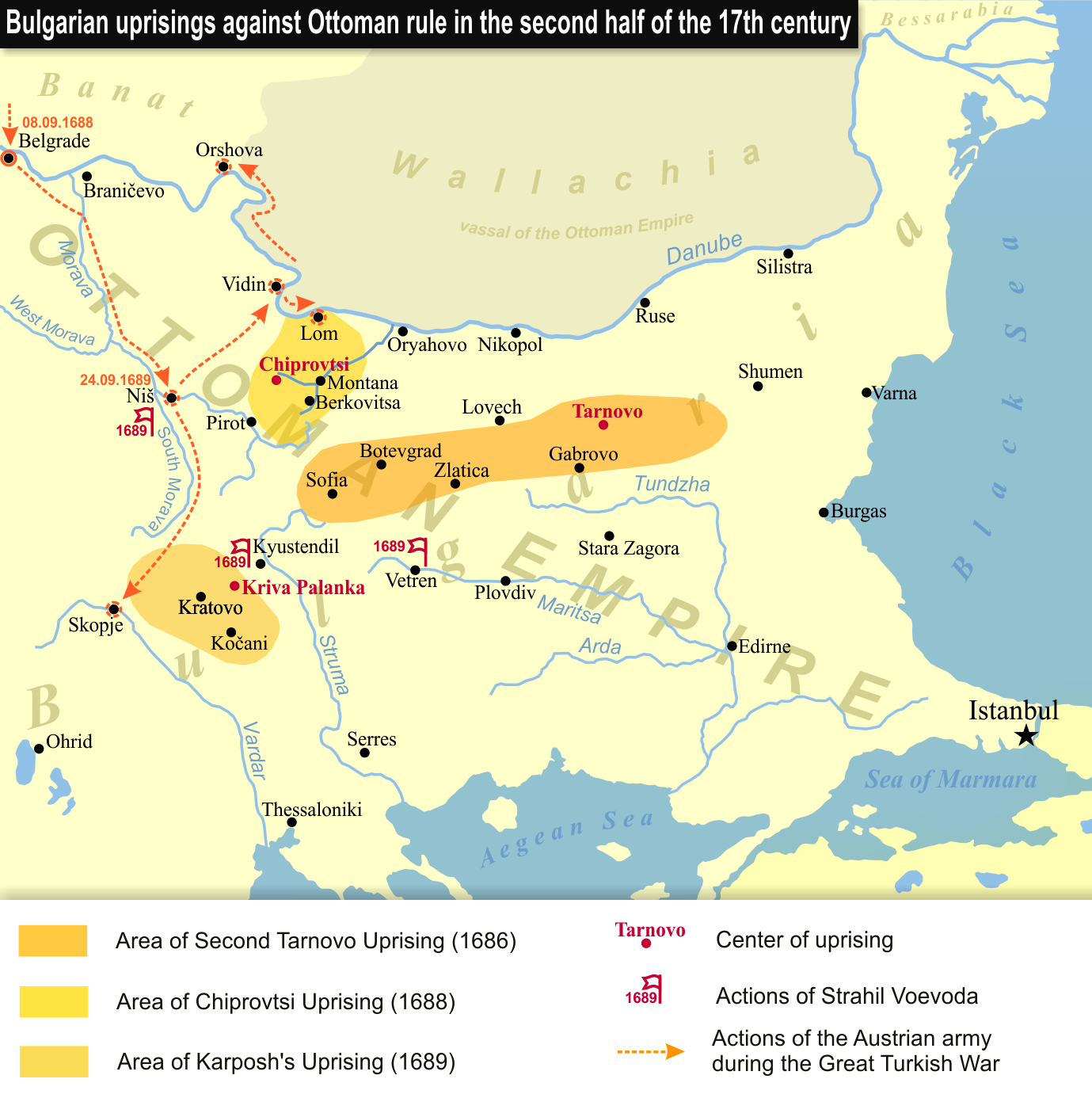
Revoltes antiotomanes a les darreries del

Tàrnovo va ser capturada pels otomans després d'un setge de tres mesos, el 1393. Els otomans van completar la conquesta de les terres búlgares al sud del Danubi després de la batalla de Nicòpolis el 1396, que va provocar la caiguda del Tsarat de Vidin. La noblesa búlgara va ser posteriorment eliminada i els camperols van passar a ser serfs dels senyors otomans, mentre que gran part del clergat educat va fugir cap a altres estats.
Els cristians eren considerats una classe inferior (rayah) de persones sota el sistema otomà. Els búlgars es van veure sotmesos a forts impostos, llur cultura va ser suprimida, i van experimentar una islamització parcial.
Les autoritats otomanes van establir una comunitat administrativa religiosa anomenada Rum Millet, que governava tots els cristians ortodoxos, independentment de la seva ètnia. La majoria de la població autòctona va perdre gradualment la seva consciència nacional diferent, i s'identificà només per la seva fe.
 No obstant això, el clergat romanent en alguns monestirs aïllats va mantenir la seva identitat ètnica viva, fet que permeté la seva supervivència en zones rurals remotes, i en la militant comunitat catòlica del nord-oest del país.
A mesura que l'Imperi Otomà va començar a declinar, l'Àustria dels Habsburg i Rússia van veure els cristians búlgars com a aliats potencials. Els austríacs van donar suport a un aixecament a Tàrnovo el 1598 i després a un de segon el 1686, a l'aixecament de Txiprovtsi el 1688 i a la Revolta de Kàrpoix el 1689. L'Imperi Rus sota Caterina II la Gran també es va reivindicar com un protector dels cristians a les terres otomanes amb el tractat de Küçük Kaynarca el 1774.

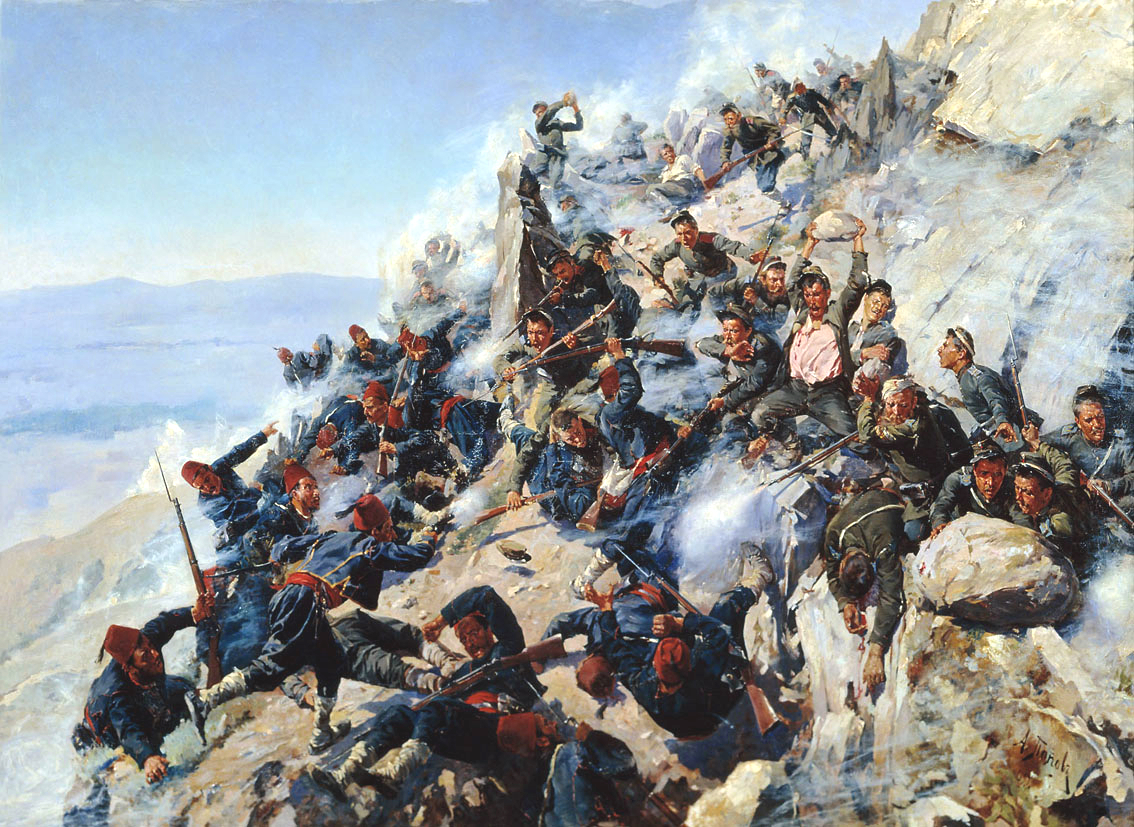
La defensa russobúlgara del pas de Xipka

La Il·lustració de l'Europa occidental al segle xviii va influir en la iniciació d'un despertar nacional de Bulgària. Va restaurar la consciència nacional i va proporcionar una base ideològica per a la lluita d'alliberament, que donà lloc a la Revolta d'abril de 1876. Fins a 30.000 búlgars van morir quan les autoritats otomanes van esclafar la rebel·lió. Les massacres van portar a les grans potències a prendre mesures.[73] Van convocar la Conferència de Constantinoble, però els otomans van rebutjar les seves decisions. Això va permetre a l'Imperi Rus de buscar una solució militar sense arriscar-se a enfrontar-se a les altres grans potències, tal com havia passat en la Guerra de Crimea. El 1877, Rússia va declarar la guerra als otomans i els va vèncer amb l'ajuda dels rebels búlgars (opaltxentsi), particularment durant la crucial batalla del pas de Xipka.

### Tercer estat búlgar (des del 1878)
El Tractat de San Stefano va ser signat el 3 de març de 1878 per Rússia i l'Imperi Otomà i incloïa una disposició per establir un principat búlgar autònom més o menys als territoris del Segon Imperi Búlgar. Les altres grans potències van rebutjar immediatament el tractat per por que un estat tan gran als Balcans pogués amenaçar els seus interessos. Va ser substituït pel posterior Tractat de Berlín, signat el 13 de juliol, que preveia un estat molt més petit, que comprenia Mèsia i la regió de Sofia, i deixava grans poblacions de búlgars ètnics fora del nou país. Això va contribuir significativament a l'enfocament militarista exterior de Bulgària durant la primera meitat del segle xx.
El principat búlgar va guanyar una guerra contra Sèrbia, va incorporar el territori otomà semiautònom de Rumèlia Oriental el 1885, i es va proclamar estat independent el 5 d'octubre de 1908. En els anys posteriors a la independència, Bulgària es va militaritzar cada cop més i se la coneixia sovint com «la Prússia balcànica». Es va involucrar en tres conflictes consecutius entre 1912 i 1918, dues guerres dels Balcans i la Primera Guerra Mundial. Després d'una desastrosa derrota en la Segona Guerra dels Balcans, Bulgària es tornà a trobar lluitant al bàndol perdedor com a resultat de la seva aliança amb les potències centrals en la Primera Guerra Mundial. Malgrat haver ocupat més d'una quarta part de la seva població en un exèrcit de 1.200.000 efectius i haver aconseguit diverses victòries decisives a Doiran i Monastir, el país va capitular el 1918. La guerra va provocar pèrdues territorials significatives i un total de 87.500 soldats morts. Més de 253.000 refugiats van immigrar a Bulgària des de 1912 fins a 1929 a causa dels efectes d'aquestes guerres, fet que afegí una tensió addicional sobre l'economia nacional ja en ruïnes.

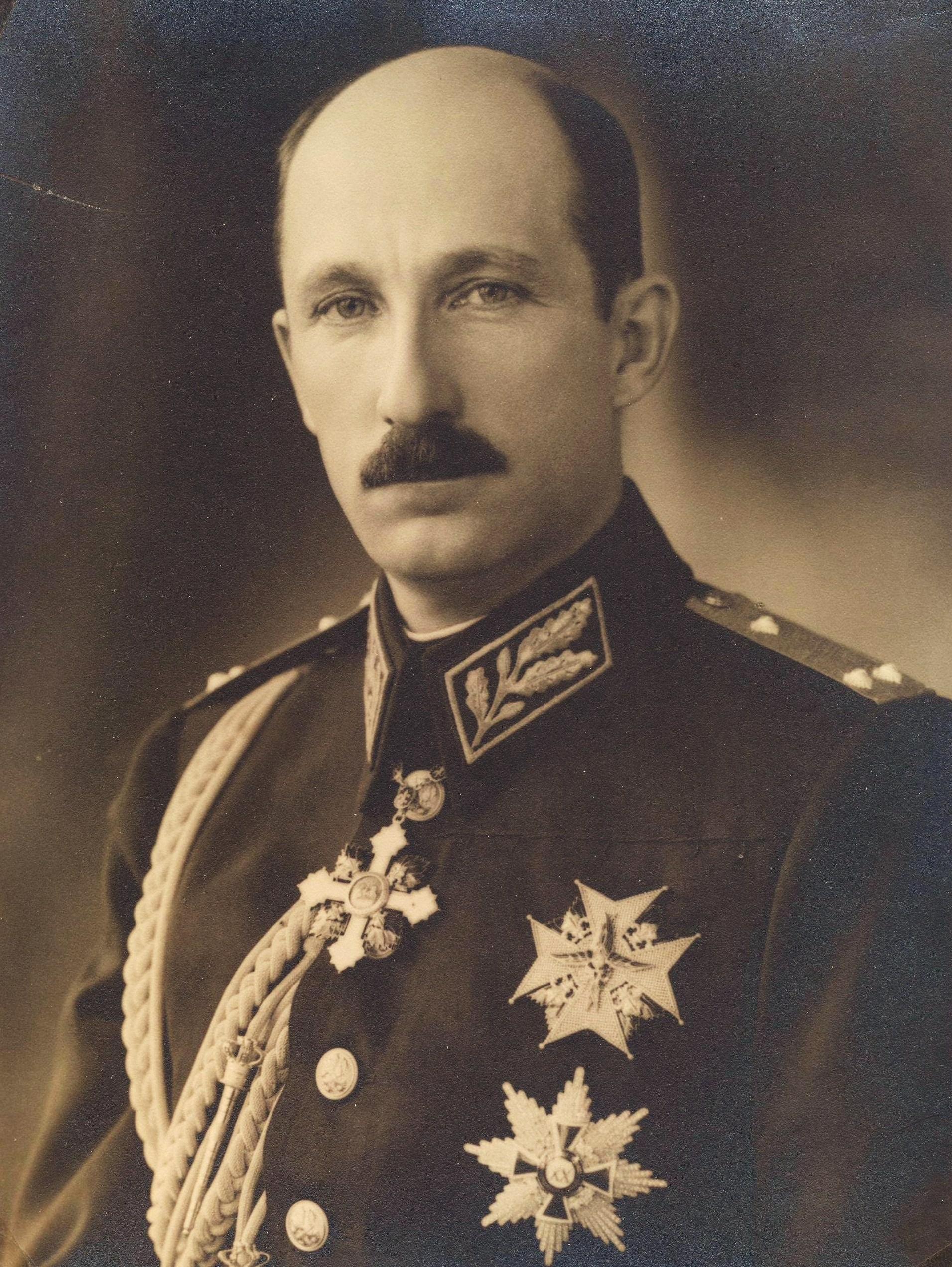
Borís III

La derrota de Bulgària en les guerres va provocar canvis profunds en el sistema del partits. Els primers anys de la postguerra foren dominats per la Unió Popular Agrària Búlgara, fins que el 1923 va ser derrocada per un cop d'estat militar. Uns anys més tard es va restaurar el règim democràtic, però el 1934, després de la Gran Depressió i un període d'inestabilitat política, es produí un nou cop militar, que comportà l'establiment d'una dictadura autoritària, encapçalada pel tsar Borís III (1918-1943). Bulgària va utilitzar l'entorn internacional al començament de la Segona Guerra Mundial, i amb el Tractat de Craiova va recuperar pacíficament la Dòbrudja Meridional, però el 1941 l'estat va entrar en la Segona Guerra Mundial com a membre de l'Eix, i va ocupar grans parts de Iugoslàvia i Grècia, tot i que va declinar de participar en l'operació Barbarroja i va salvar la seva població jueva de la deportació als camps d'extermini. La sobtada mort de Borís III a l'estiu de 1943 va empènyer l'estat a la confusió política a mesura que la guerra es tornava contra Alemanya i el moviment guerriller comunista va guanyar impuls. El govern de Bogdan Fílov no va aconseguir la pau amb els aliats. Bulgària no va complir les demandes soviètiques d'expulsar les forces alemanyes del seu territori, cosa que va provocar una declaració de guerra i una invasió de l'URSS el setembre de 1944. El Front de la Pàtria, dominat pels comunistes, va prendre el poder, va acabar amb la participació en l'Eix i es va unir al costat dels aliats fins que va acabar la guerra.

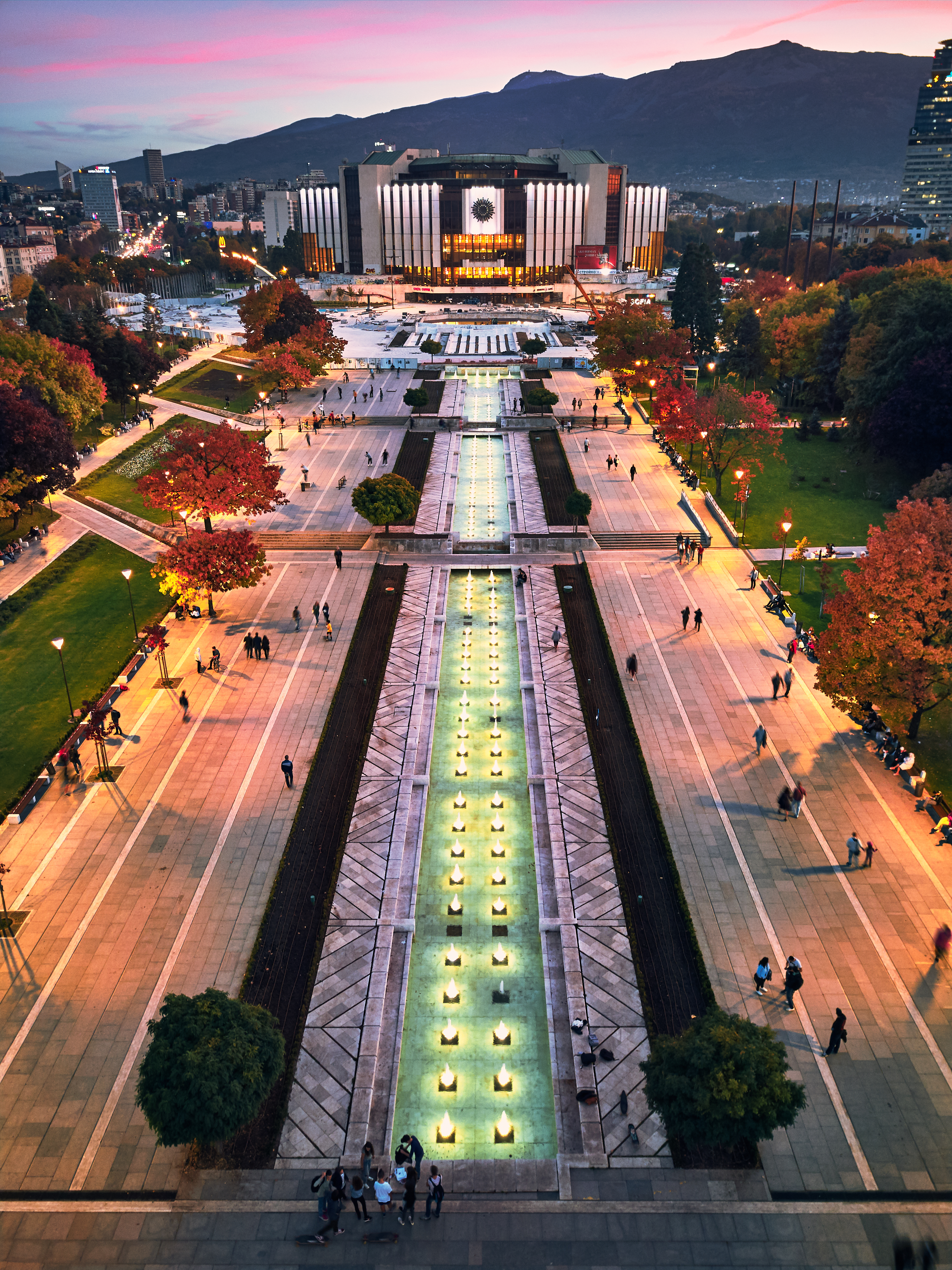
El Palau Nacional de la Cultura, construït sota la direcció de Liudmila Jívkova, va acollir la presidència de Bulgària del Consell de la Unió Europea del 2018

Després d'un breu període de multipartidisme fins a la conclusió de la pau amb els aliats occidentals, després de 1947 es va establir a Bulgària un règim totalitari d'estil soviètic. Es va aplicar el model soviètic d'economia planificada amb la nacionalització d'empreses i la col·lectivització de l'agricultura, es va introduir un terror polític massiu i desenes de milers de búlgars foren enviats a camps de concentració, mentre que la política exterior era aïllacionista, i convertia l'estat en un dels participants més fidels del bloc soviètic, sota el lideratge de Gueorgui Dimítrov (1946-1949). A mitjans de la dècada del 1950, el nivell de vida va augmentar significativament, i la repressió política es va reduir. A la dècada de 1980, el PIB nacional i per capita es va quadruplicar, però l'economia es va mantenir propensa al repunts del deute, els més severs dels quals es van produir el 1960, 1977 i 1980. L'economia planificada d'estil soviètic va veure emergir algunes polítiques orientades al mercat a nivell experimental sota Tòdor Jívkov (1954-1989), el qual, maniobrant hàbilment i demostrant una completa obediència a una sèrie de dictadors soviètics, es va convertir en el polític que més temps estigué en el poder entre els satèl·lits soviètics. La seva filla, Liudmila Jívkova, va enfortir l'orgull nacional promovent el patrimoni, la cultura i l'art búlgars en tot el món. El 1984, el govern va llançar una campanya d'assimilació contra la minoria ètnica turca, que els obligà a adoptar noms eslaus en un intent d'esborrar la seva identitat. Aquestes polítiques van provocar l'emigració d'uns 300.000 turcs ètnics a Turquia.
El Partit Comunista va renunciar al seu monopoli polític el 10 de novembre de 1989 sota la influència de les revolucions de 1989. Jívkov va dimitir i Bulgària es va embarcar en una transició cap a una democràcia parlamentària. Les primeres eleccions lliures de juny de 1990 van ser guanyades pel Partit Comunista, ara rebatejat Partit Socialista Búlgar. El juliol del 1991 es va adoptar una nova constitució que preveia un president electe relativament feble i un primer ministre responsable davant el poder legislatiu. El nou sistema inicialment no va millorar el nivell de vida ni va crear creixement econòmic: la qualitat de vida mitjana i el rendiment econòmic es van mantenir més baixos que sota el comunisme fins a principis de la dècada del 2000. Un paquet de reformes del 1997 va restaurar el creixement econòmic, però els estàndards de vida van continuar baixos. Després de 2001, les condicions econòmiques, polítiques i geopolítiques van millorar molt, i Bulgària va assolir un alt nivell de desenvolupament humà. Es va convertir en membre de l'OTAN el 2004 i va participar en la Guerra de l'Afganistan.
Després d'uns anys de reformes, es va unir a la Unió Europea l'any 2007 malgrat les preocupacions sobre la corrupció del govern. Bulgària va acollir la presidència del Consell de la Unió Europea del 2018 al palau Nacional de Cultura de Sofia. L'1 de gener de 2025 Bulgaria i Romania van entrar a l'Espai Schengen, que elimina les fronteres entre els països.

## Geografia
Bulgària ocupa una part de la península oriental dels Balcans i limita amb cinc estats: Grècia i Turquia al sud, Macedònia del Nord i Sèrbia, a l'oest, i Romania al nord. Les fronteres terrestres tenen una longitud total de 1.808 quilòmetres i el litoral té una longitud de 354 quilòmetres. La seva superfície total és de 110.994 quilòmetres quadrats, classificat com el 105è país més gran del món. Les coordenades geogràfiques de Bulgària són 43° N 25° E.
El país comprèn parts de les diferents regions conegudes a l'època clàssica com a Mèsia, Tràcia i Macedònia. Aproximadament el 30% de la superfície són planes i els altiplans i turons n'ocupen aproximadament el 41%. La part sud-oest del país té un caràcter muntanyós més pronunciat, amb Rila i Pirin, i cap a l'est hi ha les muntanyes Ròdope, més baixes però més extenses. A Rila es troba el cim més alt de la península Balcànica, el Mussala, amb una alçada de 2.925 m. La serralada dels Balcans divideix el país per la meitat, d'oest a est. Al nord, es troba l'àmplia plana del Danubi, on el principal riu de Bulgària, el Danubi, defineix la frontera amb Romania i, al sud, se situa la plana tràcia superior i la vall de Sofia. El paisatge muntanyós i pla és més característic a les parts del sud-est de la costa del mar Negre, així com al Danubi al nord. Strandja és la muntanya més alta del sud-est, i Dobrudja és la zona més plana de Bulgària, amb pocs i baixos turons.
El país té una xarxa fluvial ben desenvolupada d'uns 540 rius, la majoria d'ells, excepte el Danubi, són relativament curts i els nivells d'aigua són baixos. La majoria dels rius travessen zones de muntanya. El riu més llarg situat al territori búlgar és l'Ískar, de 368 km de longitud. Altres rius grans són el Strúma i el riu Maritsa al sud. Els llacs més grans són els de Varna, Burgàs, Atanàssovsko i Mandrensko.
El clima temperat preval a Bulgària. L'efecte barrera dels Balcans té una forta influència sobre el clima al país. El nord del país experimenta temperatures més baixes i més pluja en comparació amb la part sud. A l'hivern, les masses d'aire continentals porten neu i freds hiverns, especialment a la plana del Danubi, i a l'estiu les masses d'aire de la Mediterrània porten estius calents i secs al Ròdope i a la plana tràcia superior. La precipitació mitjana n'és de 630 mm per any. Les zones més seques són Dobrudja i parts de Tràcia, on la precipitació anual és inferior a 500 mm, mentre que a les zones d'alta muntanya les quantitats de pluja arriben a 2.540 mm per any. La temperatura més baixa registrada va ser de –38,3° C a Tran, i la més alta, de 45,2° C a Sadovo.

### Biodiversitat i medi ambient

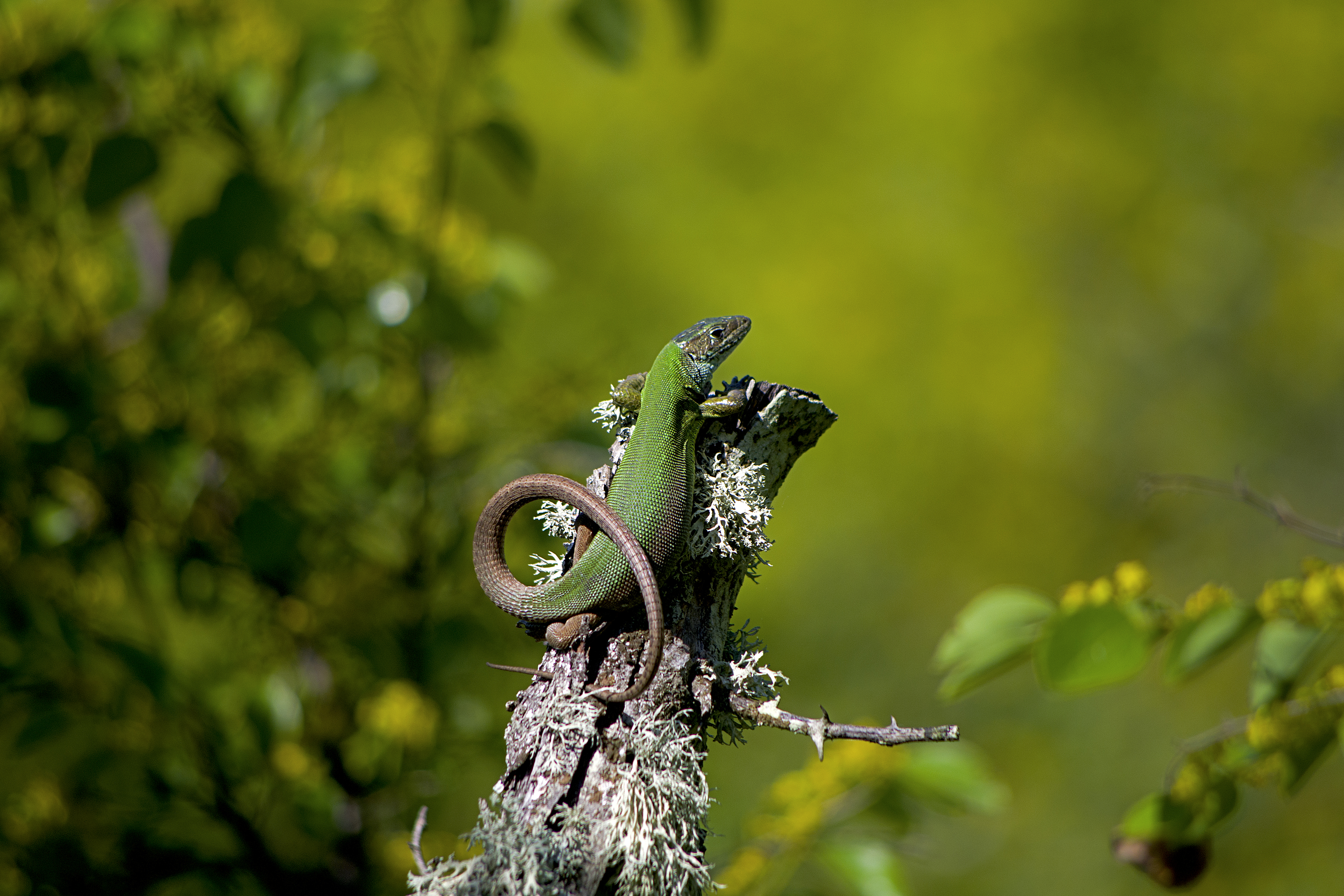
Lacerta viridis a Ropotamo, una de les 16 reserves de la biosfera de Bulgària

La interacció de les condicions climàtiques, hidrològiques, geològiques i topogràfiques ha produït una varietat relativament àmplia d'espècies vegetals i animals. Inclou aproximadament 100 espècies de mamífers, prop de 400 espècies d'ocells, prop de 40 espècies de rèptils, més de 200 espècies de peixos de la mar Negra i peixos d'aigua dolça, més de 27.000 espècies d'insectes i invertebrats, i més de 10.000 classes de plantes i fongs inferiors i superiors.
La biodiversitat de Bulgària, una de les més riques d'Europa,
es conserva en tres parcs nacionals, 11 parcs naturals, 16 reserves de la biosfera i 565 àrees protegides. Moltes d'aquestes àrees, especialment a la costa del mar Negre, estan amenaçades per la construcció il·legal indiscriminada.
Més del 35 per cent de la seva superfície està coberta per boscos, on creixen alguns dels arbres més vells del món, com ara el pi de Baikuixev i el roure de Granit. La major part de la vida animal i vegetal és d'Europa central, tot i que les espècies àrtiques i alpines també estan presents a altituds elevades. La flora inclou més de 3.800 espècies, de les quals 170 són endèmiques i 150 són considerades en perill d'extinció. La rosa, portada a Bulgària des de Pèrsia en el segle xvii, és el símbol de Bulgària. Alguns dels animals més comuns a Bulgària són el cérvol vermell (25.910 exemplars), el cabirol (més de 106.000) i el senglar (88,948), els estrigiformes, les perdius de roca i els pela-roques. El xacal i la guineu són relativament comuns, mentre que l'os bru, l'àguila imperial, i el bisó europeu són molt menys freqüents.
El 1998, el govern búlgar va aprovar l'Estratègia Nacional per a la Conservació de la Diversitat Biològica, un programa integral per a la preservació dels ecosistemes locals, la protecció de les espècies en perill d'extinció i la conservació dels recursos genètics. Bulgària té algunes de les àrees de Natura 2000 més grans d'Europa que abasten el 33,8% del seu territori. També va adoptar el protocol de Kyoto i va aconseguir l'objectiu de reduir les emissions de diòxid de carboni en un 30% de 1990 a 2009.
Tanmateix, la contaminació per fàbriques i treballs metal·lúrgics i la forta desforestació continuen causant problemes importants per a la salut i el benestar de la població. Els nivells de partícules en suspensió són els més elevats d'Europa, especialment a les zones urbanes afectades pels gasos de l'automoció i les centrals tèrmiques de carbó. Una d'aquestes, la de Maritsa Íztok, que funciona amb lignit, és la que està causant majors perjudicis a la salut i al medi ambient en tota la Unió Europea. L'ús de plaguicides en l'agricultura i els sistemes de clavegueres industrials antiquats produeixen una gran contaminació dels sòls i les aigües amb productes químics i detergents. Més del 75 per cent dels rius superficials compleixen els estàndards de bona qualitat. La millora de la qualitat de l'aigua es va iniciar el 1998 i ha mantingut una tendència sostenible de millora moderada. Segons l'índex de rendiment ambiental de la Universitat Yale del 2012, Bulgària és un "modest intèrpret" en la protecció del medi ambient.

## Política i administració pública

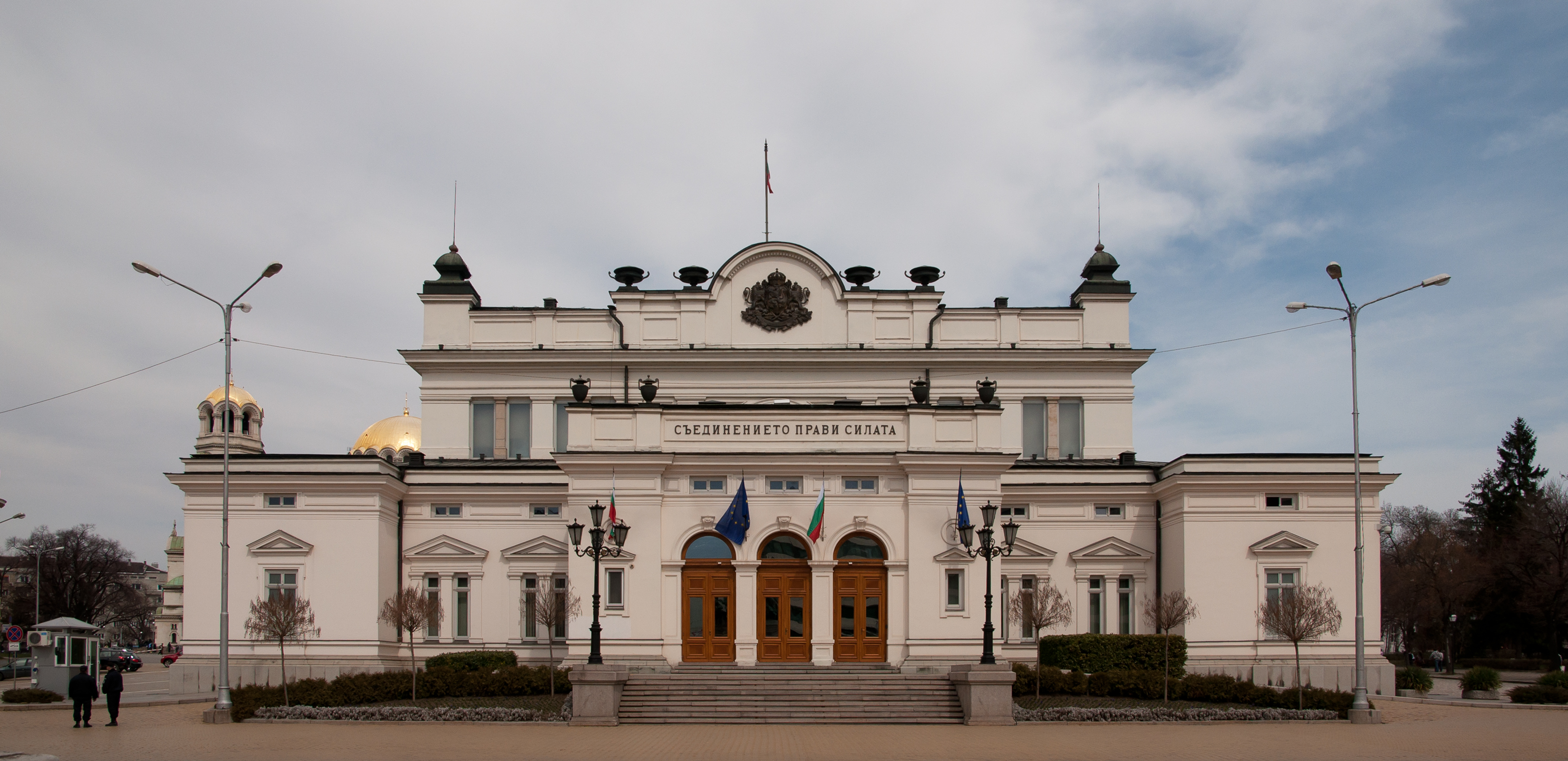

### Símbols i institucions
Segons la Constitució de 1991, Bulgària és una república parlamentària amb una clara separació de poders. Els símbols nacionals de l'estat búlgar són la bandera, l'himne, l'escut d'armes i els guàrdies de la República.
El Parlament búlgar: l'Assemblea Nacional és un parlament unicameral i consta de 240 membres elegits per un període de quatre anys. Les competències i tasques del parlament es descriuen al capítol tercer de la Constitució (article 62-article 91). Aquestes inclouen l'adopció de lleis, el control sobre el poder executiu, l'aprovació del pressupost, la programació de les eleccions presidencials, l'elecció i la destitució del primer ministre i altres ministres, la declaració de guerra, el desplegament de tropes fora de Bulgària i la ratificació dels tractats i acords internacionals. Des de 2006, l'Assemblea Nacional ha elegit un defensor del poble que defensa els drets i les llibertats dels ciutadans.
El president de la República és elegit directament per un període de cinc anys amb el dret a una reelecció. És el cap d'estat, comandant en cap suprem de les forces armades i president del Consell Assessor de la Seguretat Nacional. Tot i que no té un poder o iniciativa legislativa, el president pot retornar una llei per a la seva reconsideració, tot i que el Parlament pot rebutjar el veto amb una majoria simple en una votació. El president té un vicepresident, elegit amb ell en les eleccions directes.

### Divisions administratives
Bulgària és un estat unitari. Des de la dècada de 1880, el nombre d'unitats de gestió territorial ha variat de 7 a 26. Entre 1987 i 1999 l'estructura administrativa estava formada per nou províncies (óblasti, singular óblast). Es va adoptar una nova estructura administrativa en paral·lel amb la descentralització del sistema econòmic. Així doncs, de del 1999, Bulgària es divideix en 28 províncies. Totes elles reben el nom de la capital provincial, menys la capital nacional que forma una província separada.
| - Blagòevgrad - Burgàs - Dòbritx - Gàbrovo - Khàskovo - Iàmbol - Kàrdjali - Kiustendil - Lòvetx - Montana - Pàzardjik - Pèrnik - Pleven - Plòvdiv | - Ràzgrad - Russe - Silistra - Sliven - Smolian - Sofia - Sofia-Ciutat - Stara Zagora - Targòvixte - Varna - Veliko Tàrnovo - Vidin - Vratsa - Xumen |

Les províncies se subdivideixen en 264 municipis. Els municipis són dirigits per alcaldes, elegits per un període de quatre anys, i per consells municipals, triats directament per sufragi universal. Bulgària és un estat altament centralitzat: el Consell de Ministres designa directament els governadors regionals i totes les províncies i municipis en depenen en gran manera per al finançament.

### Sistema legal
Bulgària té un sistema legal típic de dret continental. El poder judicial és supervisat pel Ministeri de Justícia. El Tribunal Suprem Administratiu i el Tribunal Suprem de Cassació són els tribunals d'apel·lació més elevats i supervisen l'aplicació de les lleis als tribunals subordinats. El Consell Judicial Suprem en gestiona el sistema i nomena jutges. El sistema legal és un dels més ineficients d'Europa, i la manca de transparència i la corrupció hi són omnipresents.
L'aplicació de la llei es realitza per organitzacions majoritàriament subordinades al Ministeri de l'Interior. La Direcció General de Policia Nacional (DGPN) combat la delinqüència general i manté l'ordre públic.
La DGPN té un total de 26.578 policies en les seccions locals i nacionals, La major part dels casos penals són relacionats amb el transport, seguit de delictes relacionats amb robatoris i drogues; les taxes d'homicidi són baixes. El Ministeri de l'Interior també dirigeix el Servei de Policia Fronterera i la Gendarmeria Nacional, una branca especialitzada per a l'activitat antiterrorista, la gestió de crisis i el control de disturbis. La contraintel·ligència i la seguretat nacional són responsabilitat de l'Agència Estatal de Seguretat Nacional, establerta el 2008.

### Relacions exteriors i seguretat
Bulgària es va convertir en membre de les Nacions Unides el 1955 i des de 1966 ha estat un membre no permanent del Consell de Seguretat de les Nacions Unides tres vegades, més recentment de 2002 a 2003. També va ser una de les nacions fundadores de l'Organització per a la Seguretat i la Cooperació a Europa (OSCE) el 1975. La integració euroatlàntica ha estat una prioritat des de la caiguda del comunisme, tot i que el lideratge comunista també tenia aspiracions de deixar el pacte de Varsòvia i unir-se a les comunitats europees el 1987. Bulgària va signar el tractat d'Adhesió a la Unió Europea el 25 d'abril de 2005, i se'n va convertir en membre de ple dret l'1 de gener de 2007. A més, manté una col·laboració tripartida econòmica i diplomàtica amb Romania i Grècia, bons vincles amb la Xina i el Vietnam i una relació històrica amb Rússia.

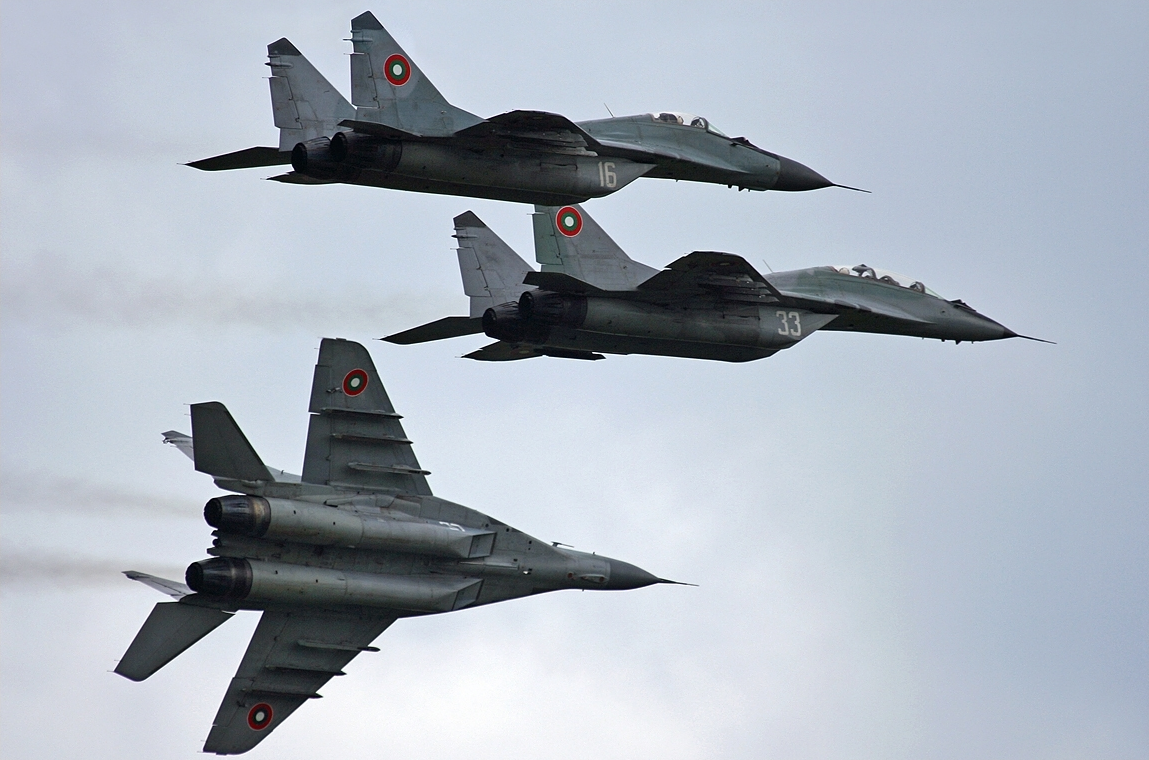
Caces a reacció Mikoian MiG-29 de la Força Aèria Búlgara

Bulgària va desplegar un important nombre d'assessors civils i militars en països aliats soviètics com Nicaragua i Líbia durant la Guerra Freda. El primer desplegament de tropes estrangeres en sòl búlgar des de la Segona Guerra mundial es va produir el 2001, quan el país va acollir sis avions KC-135 Stratotanker i 200 persones de suport per a la Guerra de l'Afganistan. Les relacions militars internacionals es van ampliar encara més amb l'adhesió a l'OTAN el març de 2004 i l'Acord de Cooperació de Defensa dels Estats Units i Bulgària, signat l'abril del 2006. Les bases aèries de Bezmer i Graf Ignàtievo, l'àrea de formació militar Novo Selo, i un centre logístic a Aytos s'han convertit en instal·lacions conjuntes de formació militar que són utilitzades conjuntament pels Estats Units i els militars búlgars.
La defensa de l'estat és responsabilitat de les Forces Armades de Bulgària, dividides en l'exèrcit de terra, la marina i la força aèria. Les forces terrestres consisteixen en dues brigades mecanitzades i vuit regiments i batallons independents; la força aèria opera 106 avions i sistemes de defensa aèria en sis bases aèries, i la marina opera diversos vaixells, helicòpters i armes de defensa costanera. Les tropes actives van disminuir de 152.000 el 1988 a 31.300 el 2017, complementades per 3.000 reservistes i 16.000 paramilitars. L'inventari consta principalment d'equips soviètics com ara reactors MiG-29 i Sukhoi Su-25, sistemes de defensa aèria S-300PT i míssils balístics de curt abast SS-21 Scarab.

## Economia

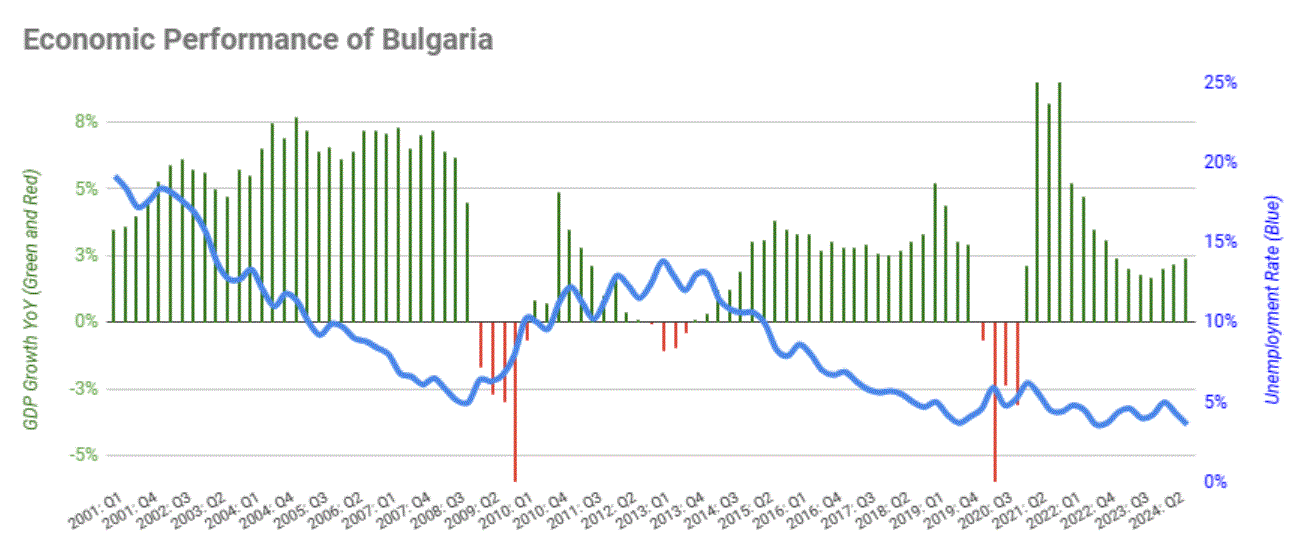
Estadístiques de creixement econòmic (verd) i atur (blau) des de 2001

Bulgària és considerat un país en vies de desenvolupament, amb una economia de mercat oberta, on el sector privat representa més del 80% del PIB. D'un país en gran part agrícola amb una població predominantment rural el 1948, els anys vuitanta Bulgària s'havia transformat en una economia industrial amb la investigació científica i tecnològica al capdamunt de les prioritats de la seva despesa pressupostària. La pèrdua dels mercats de COMECON el 1990 i la subsegüent «teràpia de xoc» del sistema planificat van provocar una forta davallada de la producció industrial i agrícola, finalment seguida d'un col·lapse econòmic al 1997. L'economia es va recuperar en gran manera durant un període de ràpid creixement diversos anys més tard, però el sou mitjà de 1.036 leva (529 €) per mes es manté com el més baix de la UE. Més d'un cinquena part dels treballadors cobra un salari mínim d'1 € per hora.
El 2003 es va assolir l'equilibri pressupostari i l'estat va començar a tenir superàvit l'any següent. Les despeses van ascendir a 21.15 mil milions de dòlars i els ingressos van ser de 21,67 mil milions de dòlars l'any 2017. La majoria de les despeses del govern a les institucions estan destinades a la seguretat. La major part del pressupost anual del govern s'assigna als ministeris de Defensa, Interior i Justícia, mentre que els responsables de medi ambient, turisme i energia reben el mínim de fons. Els impostos constitueixen la major part dels ingressos del govern i el 30% del PIB. Bulgària té alguns dels tipus impositius sobre la renda de les empreses més baixos de la UE, amb un tipus fix del 10%. El sistema tributari és de dos nivells. L'impost sobre el valor afegit, els impostos especials, l'impost sobre la renda personal i corporativa són nacionals, mentre que les autoritats locals defineixen els impostos sobre béns immobles, herències i vehicles. Bulgària també té el tercer deute públic més baix de la Unió en el 28,7% del PIB el 2016. El fort rendiment econòmic a principis dels anys 2000 va reduir el deute públic del 79,6 per cent al 1998 al 14,1 per cent al 2008.

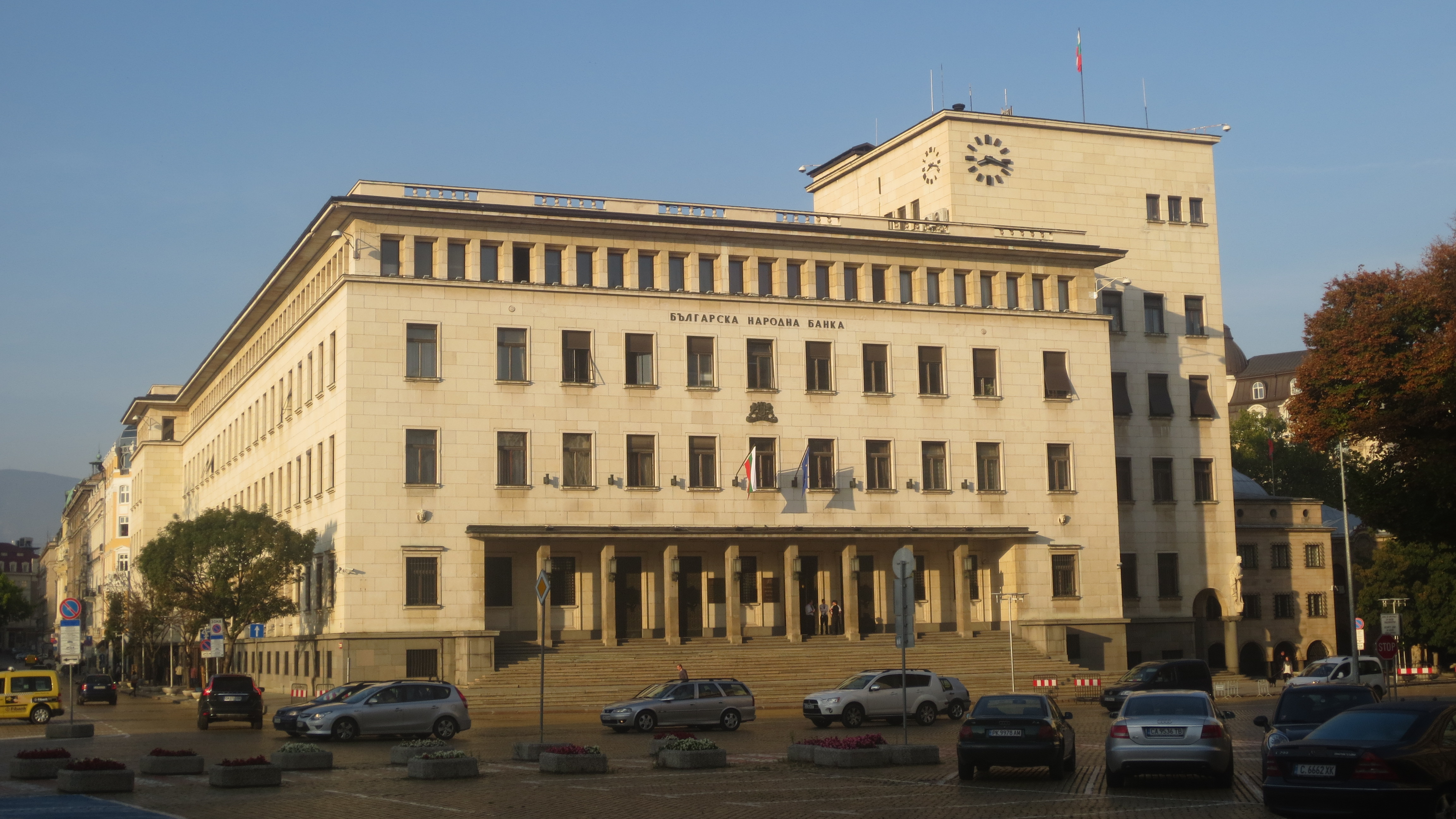
Seu del Banc Nacional de Bulgària a Sofia

La zona de planificació del sud-oest és la regió més desenvolupada amb un producte interior brut per capita (PPA) de 26.580 dòlars el 2016. Inclou la capital i la província de Sofia, que totes soles generen el 42% del producte nacional brut nacional. El PPA PIB per capita i el cost de la vida el 2017 es van situar en el 49 i 48,4 per cent de la mitjana de la UE, respectivament. El PIB PPP nacional es va estimar en 143,1 milions de dòlars el 2016, amb un valor per capita de 20,116 dòlars. Les estadístiques de creixement econòmic tenen en compte les transaccions il·legals de l'economia informal, que és la més gran de la UE com a percentatge de la producció econòmica. El Banc Nacional de Bulgària emet la moneda nacional, el lev, que està vinculada a l'euro amb una taxa fixa de canvi d'1.95583 leva per euro.
Després de diversos anys consecutius d'alt creixement, les repercussions de la crisi financera de 2007-2008 van tenir com a conseqüència una contracció del PIB del 3,6% el 2009 i l'augment de la desocupació. La producció industrial es va reduir un 10 per cent, la mineria un 31 per cent, i la producció de ferro i metall va marcar una caiguda del 60 per cent. El 2010 es va restablir un creixement positiu, però el deute entre empreses va superar els 51 mil milions d'euros, el 60 per cent de totes les empreses búlgares es deuen mútuament. El 2012 havia augmentat fins als 83.000 milions d'euros, o el 227 per cent del PIB. El govern va implementar estrictes mesures d'austeritat amb l'FMI i l'estímul de la UE per obtenir resultats fiscals positius, però les conseqüències socials d'aquestes mesures han estat "catastròfiques" segons la Confederació Sindical Internacional.
La desviació de fons públics a les famílies i parents dels polítics de partits en el poder també ha donat lloc a pèrdues fiscals i de benestar en la societat. Bulgària ocupa el lloc 71 en l'índex de percepció de corrupció i experimenta els pitjors nivells de corrupció a la Unió Europea, un fenomen que continua sent una font de profund descontentament públic. Juntament amb el crim organitzat, la corrupció ha donat lloc a un rebuig de la sol·licitud del país per formar part de l'espai Schengen i la retirada de la inversió estrangera. Segons informes, els funcionaris governamentals es dediquen a la malversació, influència comercial, violacions de contractació pública i suborn amb impunitat. La contractació pública en particular és una àrea crítica en el risc de corrupció. S'estima que cada any es gasten uns 10.000 milions de leva (5.99 milers de milions de dòlars) del pressupost de l'estat i fons estructurals de la Unió Europea en licitacions públiques; prop de 14 mil milions (8,38 mil milions de dòlars) es van destinar a contractes públics només el 2017. Una gran part d'aquests contractes es concedeixen a unes poques empreses vinculades políticament, enmig d'irregularitats generalitzades, violacions de procediments i criteris de selecció o adjudicació a mida. Malgrat les repetides crítiques de la Comissió Europea, les institucions de la UE s'abstenen de prendre mesures contra Bulgària perquè no és vista per Brussel·les com un «país problemàtic» com Polònia o Hongria.

### Sectors
La població activa és de 3.36 milions de persones, de les quals el 6,8% està ocupat en l'agricultura, el 26,6% en la indústria i el 66,6% en el sector de serveis.

#### Sector primari

##### Agricultura i ramaderia

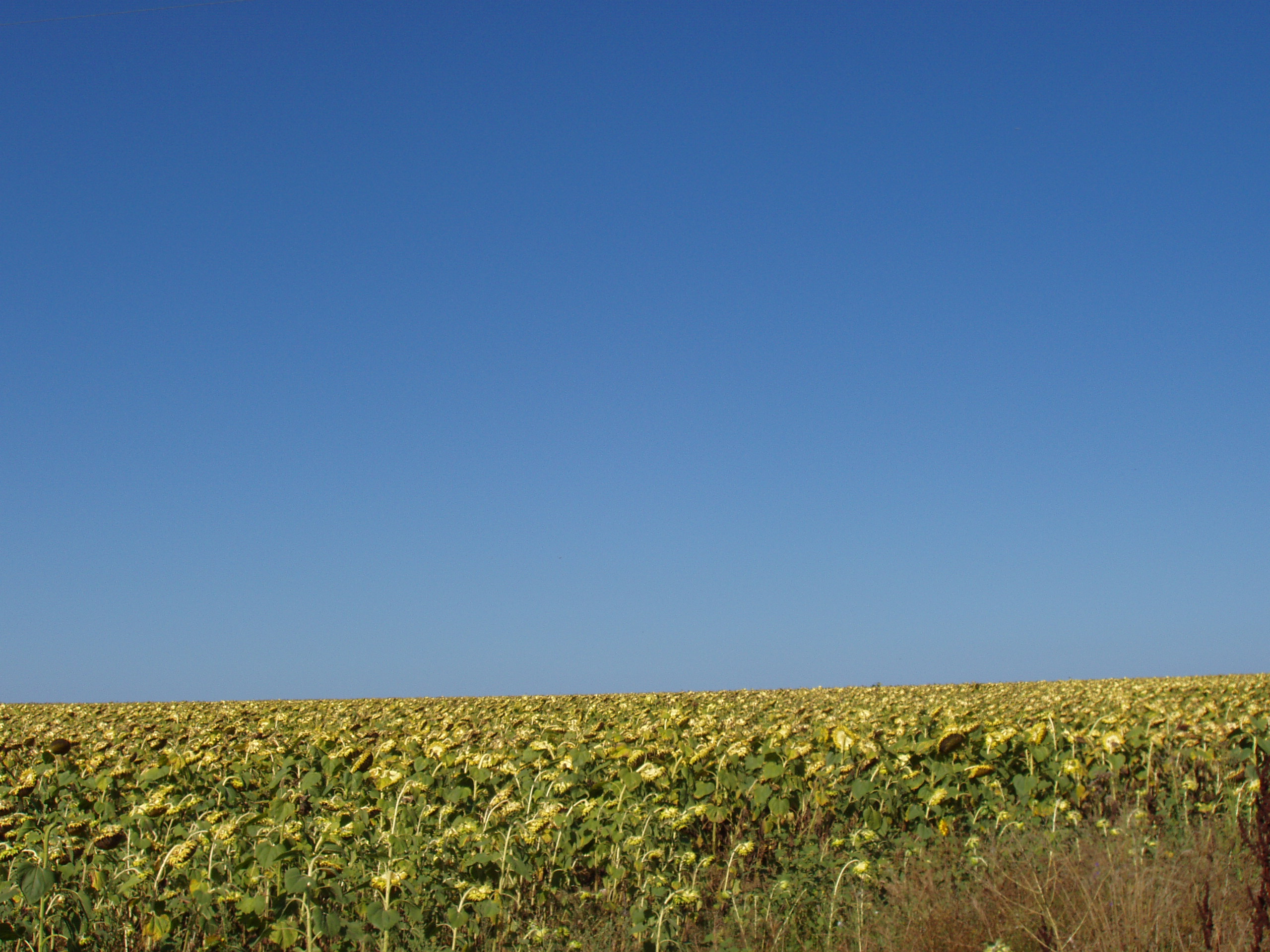
Camp de gira-sols a la regió de Xabla. La Dobrudja és una de les regions més fèrtils de Bulgària

Bulgària es troba entre els productors més importants del món de determinats productes agrícoles i ramaders, incloent-hi anís (6è), llavors de gira-sol i cereals (11 i 12), gerds, ovelles, llet de cabra i bisó, tabac i cireres. Tot i que els rendiments de cereals i hortalisses van caure un 40% entre 1990 i 2008, la producció se n'ha incrementat i la temporada 2016-2017 ha registrat els majors rendiments del gra en una dècada. També es conreen blat de moro, ordi, civada i arròs. El tabac oriental de qualitat és un important cultiu industrial. Bulgària és també el major productor mundial d'olis de lavanda i rosa, àmpliament utilitzats en les fragàncies.
Dos terços de les exportacions d'aliments i agrícoles van als països de l'OCDE.

##### Mineria
La mineria només dona feina a 24.000 persones i genera al voltant del cinc per cent del PIB del país; el nombre d'ocupats en totes les indústries relacionades amb la mineria és de 120.000.
Bulgària ocupa el 10è lloc en el món de la mineria de bismut (2006), el 31è en l'extracció de zinc (2009), i el 20è lloc en la producció de coure. Ocupa el 19è lloc mundial en l'extracció de carbó i el cinquè a la Unió Europea. La mina de coure "Elatsite" és la més gran dels Balcans i una de les més grans d'Europa de l'Est. La mina produeix unes 42.000 tones de coure, 1,6 tones d'or i 5,5 tones de plata anualment. També es preveu iniciar la producció de concentrat de molibdè. "Aurubis Bulgària" és una planta situada a Pirdop, que el 2005 va produir 240.000 tones d'ànode de coure i 60.000 tones de càtode de coure.

#### Sector secundari

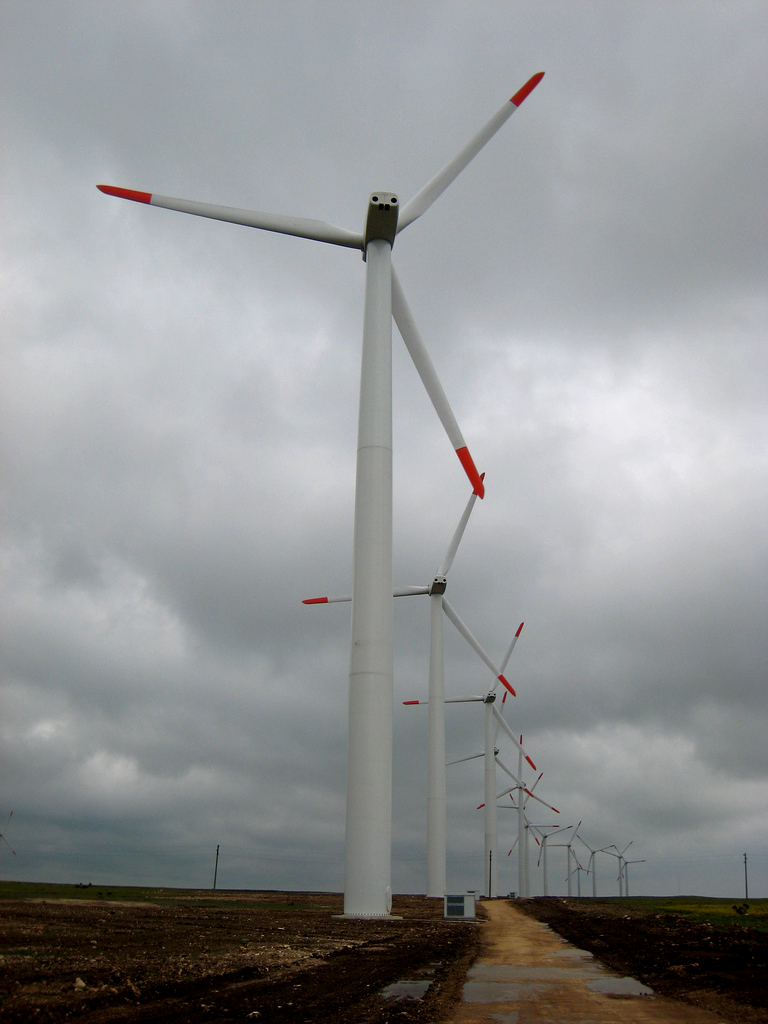
Turbines de vent prop del cap Kaliakra. Bulgària té com a objectiu produir el 16% de la seva electricitat per mitjà de fonts d'energia renovables per a l'any 2020

La producció de productes químics, la construcció de maquinària, l'acer, la biotecnologia, el tabac, el processament d'aliments i la refinació del petroli es troben entre les principals activitats industrials. Els dipòsits locals de carbó, ferro, coure i plom són vitals per als sectors de la manufactura i l'energia.
Tot i que té relativament poques reserves de combustibles fòssils, el sector energètic està ben desenvolupat. La ubicació estratègica del país, la converteix en una àrea important per a la transmissió i distribució de petroli i gas natural de Rússia a Europa occidental i a altres països balcànics. Els béns estatals en el sector de l'energia estan gestionats pel Bulgarian Energy Holding (BEH).
Una sola central nuclear amb dos reactors actius de 1.000 MW satisfà el 34% de les necessitats energètiques del país, mentre que una altra central nuclear amb una capacitat projectada de 2.000 MW es troba en construcció. Les centrals termoelèctriques, com ara les del complex Maritsa Iztok, també brinden un alt percentatge de producció d'electricitat. En els últims anys s'ha donat un ràpid augment en la producció d'electricitat mitjançant fonts d'energia renovables com l'energia eòlica i l'energia solar. Les perspectives a llarg termini del desenvolupament d'energia eòlica van impulsar la construcció de nombrosos parcs eòlics, la qual cosa ha fet de Bulgària un els productors d'energia eòlica de més ràpid creixement en el món.

#### Sector terciari
Del sector serveis, el turisme és un important contribuent al creixement econòmic. Bulgària s'ha convertit en una destinació de viatge: els seus centres turístics i platges de baix cost són fora de l'abast de la indústria del turisme. La majoria dels visitants són romanesos, alemanys, turcs, britànics i russos. Sofia, Plòvdiv, Veliko Tàrnovo, els complexos turístics costaners de Zlatni piàssatsi ('Sorres d'or') i Slàntxev Briag ('Costa del Sol') i les estacions d'hivern de Bansko, Pampòrovo i Boròvets són alguns dels llocs més visitats pels turistes.

### Ciència i tecnologia a Bulgària
La despesa en recerca i desenvolupament era el 2008 del 0,78% del PIB, i la major part del finançament públic en R + D es dirigeix a l'Acadèmia Búlgara de les Ciències (ABC). Les empreses privades van representar més del 73 per cent de les despeses d'R + D i van emprar el 42 per cent dels 22.000 investigadors de Bulgària l'any 2015. El mateix any, Bulgària va ocupar el lloc número 39 de 50 estats en l'índex d'innovació de Bloomberg, la màxima puntuació en educació (24a) i la més baixa en fabricació de valor afegit (48a). La desinversió crònica del govern en recerca des de 1990 ha obligat molts professionals de la ciència i l'enginyeria a abandonar Bulgària.

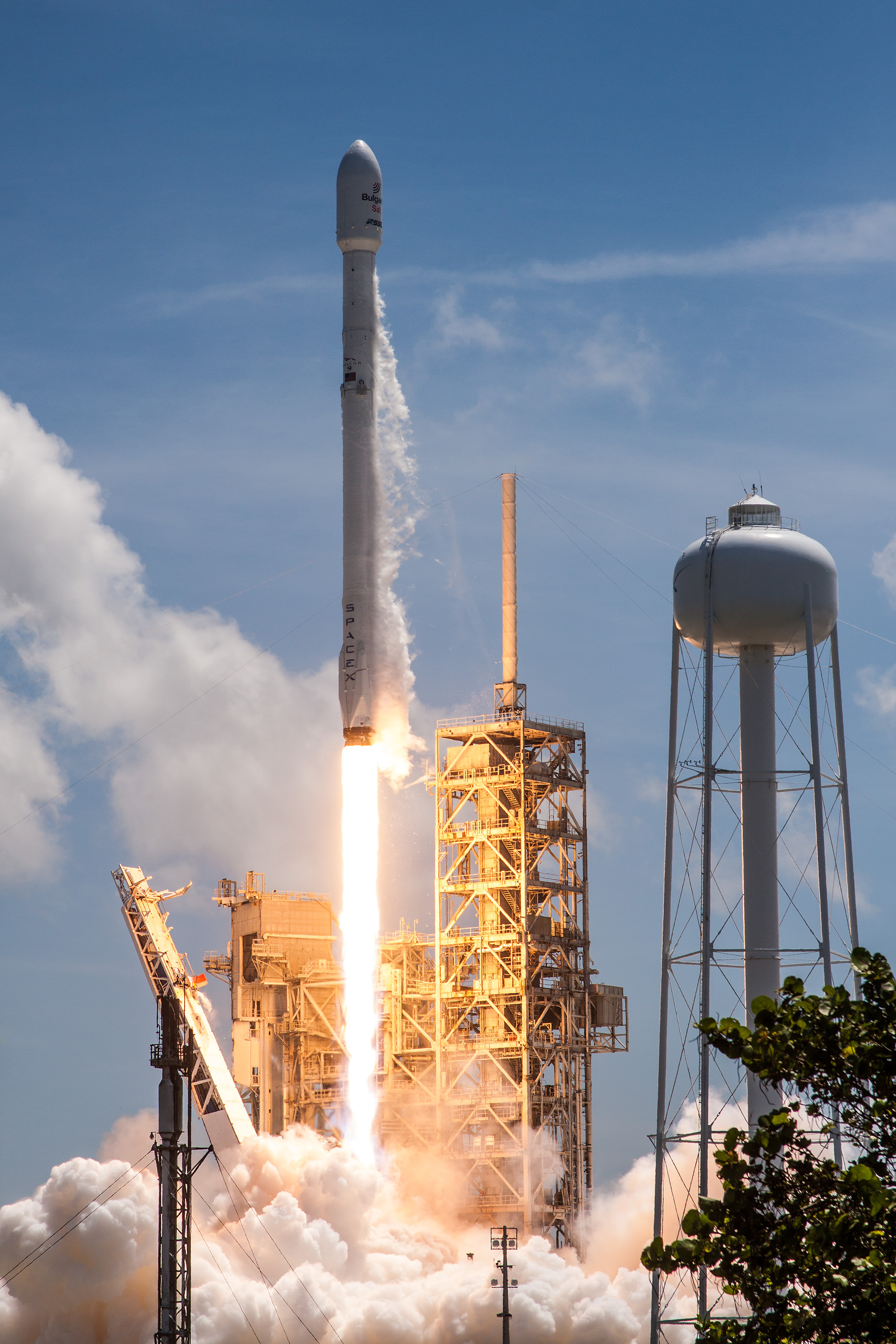
El llançament del BulgariaSat-1 per SpaceX amb un coet reutilitzable Falcon 9 B1029, 2017

Malgrat la manca de finançament, la investigació en química, ciència de materials i física es manté forta. El tres per cent de la producció econòmica és generada pel sector de les tecnologies de la informació i la comunicació, on hi treballen de 40.000 a 51.000 enginyers de programari. Més d'una quarta part en són dones, el major percentatge de dones en les TIC de qualsevol estat de la UE. Els alts nivells de participació femenina són un llegat de l'era soviètica, quan el país era conegut com la "Silicon Valley comunista", a causa del seu paper clau en la producció de tecnologia informàtica al COMECON. Bulgària també és líder regional en informàtica d'alt rendiment i opera l'Avitohol, el supercomputador més poderós del sud-est d'Europa.
Bulgària ha fet nombroses contribucions a l'exploració espacial. Aquestes inclouen dos satèl·lits científics, més de 200 càrregues i 300 experiments en òrbita terrestre, així com dos cosmonautes des de 1971. Bulgària va ser el primer estat a cultivar blat i verdures a l'espai amb els seus hivernacles Svet a l'estació espacial Mir. Va estar involucrada en el desenvolupament de l'observatori de raigs gamma Granat, i en el programa Vega, sobretot en trajectòries de modelatge i algoritmes de guiatge per a les dues sondes Vega. S'han utilitzat instruments búlgars en l'exploració de Mart, incloent-hi un espectròmetre que va prendre les primeres imatges espectroscòpiques d'alta qualitat de la lluna marciana Fobos amb la sonda Phobos 2. La radiació còsmica en ruta per tot el planeta ha estat mapejada per dosímetres Liulin-ML a l'ExoMars TGO. També s'han incorporat variants d'aquests instruments a la sonda lunar Chandrayaan-1 i a l'Estació Espacial Internacional. El primer satèl·lit de comunicacions geoestacionari de Bulgària, el BulgariaSat-1, va ser llançat per SpaceX el juny de 2017.
Bulgària continua la investigació, iniciada el 1988, a l'Antàrtida, a la seva base Sant Climent d'Ocrida, situada a l'illa Livingston.

## Infraestructures

### Transports

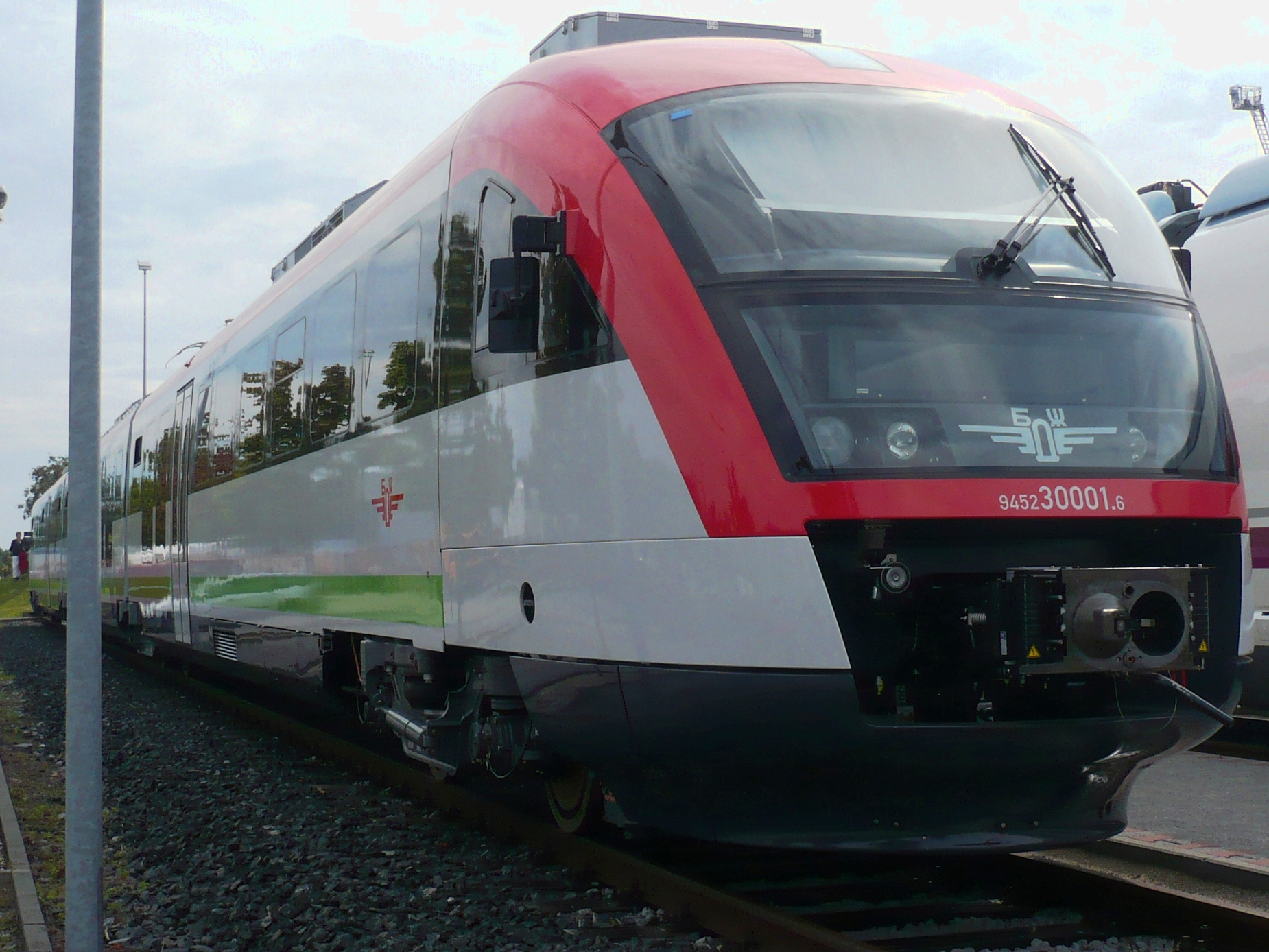
Un vagó de Siemens dels Ferrocarrils Estatals de Bulgària. El sistema de transport ferroviari, en gran manera antiquat, gradualment s'ha anat modernitzant

Bulgària ocupa una ubicació geogràfica única i estratègicament important. Des de l'antiguitat, el país ha servit d'important cruïlla de camins entre Europa, Àsia i Àfrica, i continua fins al dia d'avui: cinc dels deu corredors paneuropeus creuen el seu territori. La xarxa de carreteres nacionals de Bulgària té una longitud total de 19.512 km, dels quals 19.235 km estan pavimentats. Les autopistes, com les de Tràcia, Hemus i Struma, tenen una longitud total de 622 km. Els ferrocarrils són un important mode de transport de mercaderies, tot i que les autopistes porten una quota de càrrega cada cop més gran. Bulgària té més de 6.500 quilòmetres de vies fèrries, de les quals més del 60% estan electrificades, i en l'actualitat estan en funcionament 81 quilòmetres de línies d'alta velocitat. Els aeroports més importants del país són els de Sofia i Plòvdiv, mentre que Varna i Burgàs són els principals ports de comerç marítim.

### Telecomunicacions
- Principals línies en ús: 1,6 milions (est. 2015).[274]
- Telèfons mòbils: 8,98 milions de línies (2016).[275]
- Sistema telefònic:
  -  Valoració general: una xarxa de telecomunicacions extensa però antiquada, heretada de l'era soviètica, la qualitat de la qual ha millorat; el monopoli de línia fixa de la companyia de telecomunicacions de Bulgària va finalitzar el 2005, quan els operadors de línia fixa alternatius van accedir a la seva xarxa; una disminució de les connexions de línia fixa en els últims anys ha estat més que compensada per un fort augment de l'ús de la telefonia mòbil impulsat per diversos proveïdors de serveis; el nombre de subscripcions de telefonia mòbil ara supera la població.
  - Domèstica: una línia troncal de cable digital bastant moderna actualment connecta els centres de commutació a la majoria de les regions; les altres estan connectades per relé de ràdio de microones digitals.
  - Internacional: codi de país - 359; el cable submarí proporciona connectivitat amb Ucraïna i Rússia; un cable submarí combinat i un sistema de fibra òptica terrestre proporciona connectivitat amb Itàlia, Albània i Macedònia del Nord. Estacions terrestres de satèl·lit - 3 (1 Intersputnik a la regió de l'oceà Atlàntic, 2 Intelsat a les regions de l'Atlàntic i l'oceà Índic, 2007).

#### Usuaris d'Internet
| Any:                | 2000 | 2001 | 2002 | 2003 | 2004 | 2005 | 2006      | 2007 | 2008 | 2009      |
| Usuaris d'Internet: |      |      |      |      |      |      | 1 870 000 |      |      | 3 450 000 |
| Percentatge:        | 7    | 10.7 | 11.1 | 12.8 | 15.4 | 18.5 | 23.4      | 28   | 32.4 | 46        |

### Mitjans de comunicació

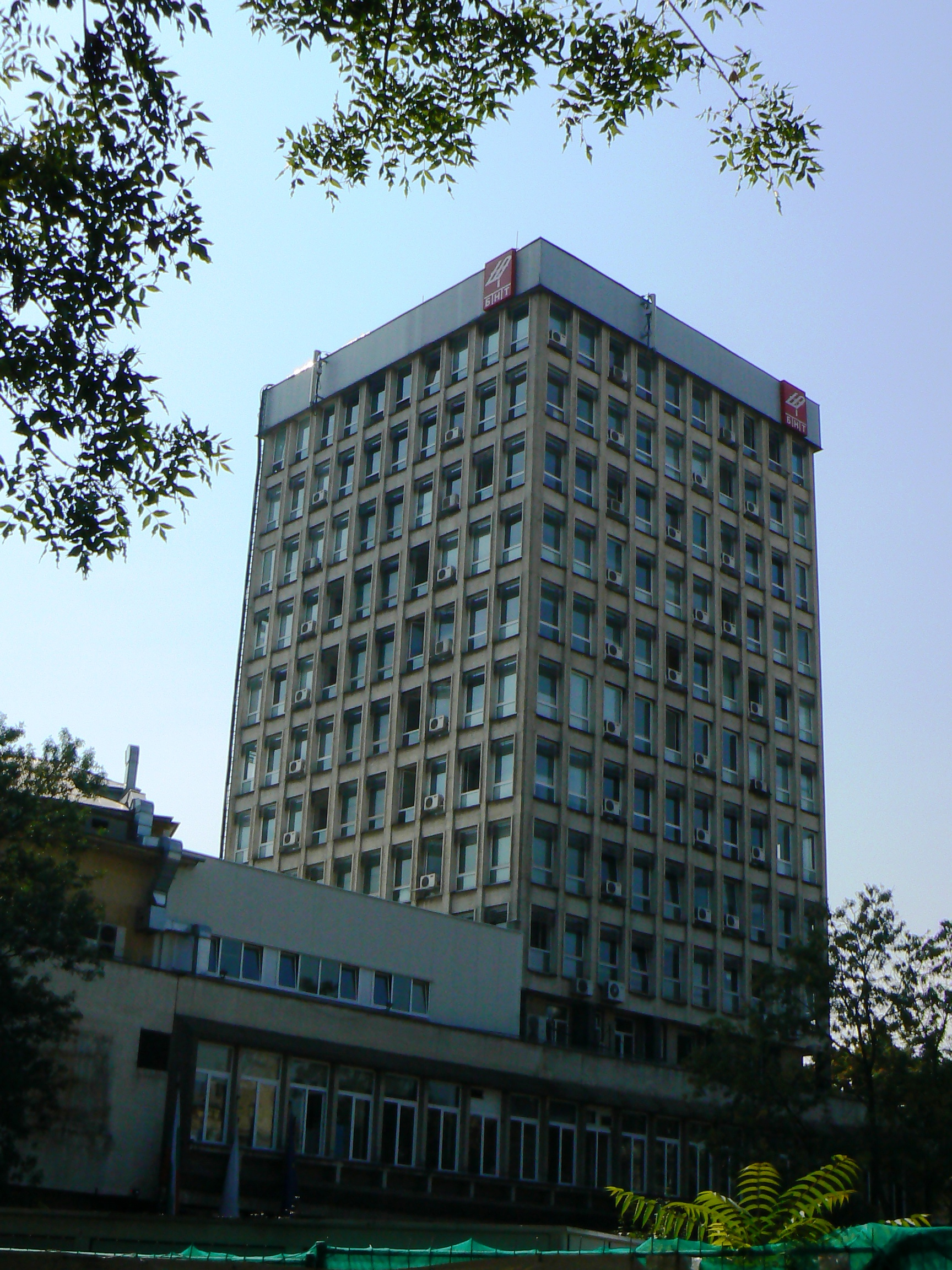
Oficines centrals de la Televisió Nacional de Bulgària (BNT), el canal de televisió gestionat per l'estat

Els mitjans de comunicació búlgars eren descrits com a generalment imparcials en els seus informes a principis del 2000 i els mitjans impresos no tenien restriccions legals. Des d'aleshores, la llibertat de premsa s'ha deteriorat fins al punt que Bulgària se situa al 111è lloc a nivell mundial a l'Índex Mundial de la Llibertat de Premsa, més baix que tots els membres de la Unió Europea i estats candidats a membres. El govern ha desviat els fons de la UE als mitjans de comunicació simpàtics i n'ha subornat altres perquè siguin menys crítics en temes problemàtics, mentre que els atacs contra periodistes individuals han augmentat. La col·lusió entre polítics, oligarques i mitjans de comunicació està molt estesa.
L'àmplia llibertat de premsa vol dir que no es pot establir un nombre exacte de publicacions, tot i que algunes investigacions estimaven al voltant de 900 el nombre de mitjans impresos el 2006. Els diaris de més tirada són: Dneven Trud Dvenik i 24 Txassa.
Els mitjans de comunicació no impresos, com ara la televisió i la ràdio, són supervisats pel Consell de Mitjans de Comunicació Electrònics (CMCE), un òrgan independent amb l'autoritat per emetre llicències de radiodifusió. A part d'un canal de televisió i una estació de ràdio nacionals operats per l'estat i l'Agència de Notícies de Bulgària, hi ha un gran nombre d'emissores privades de ràdio i televisió. No obstant això, la majoria dels mitjans de comunicació no escrits experimenten certes tendències negatives, com ara la falta de patrocinadors, la censura pel govern i la pressió econòmica i política per la transmissió de certs continguts.

## Demografia

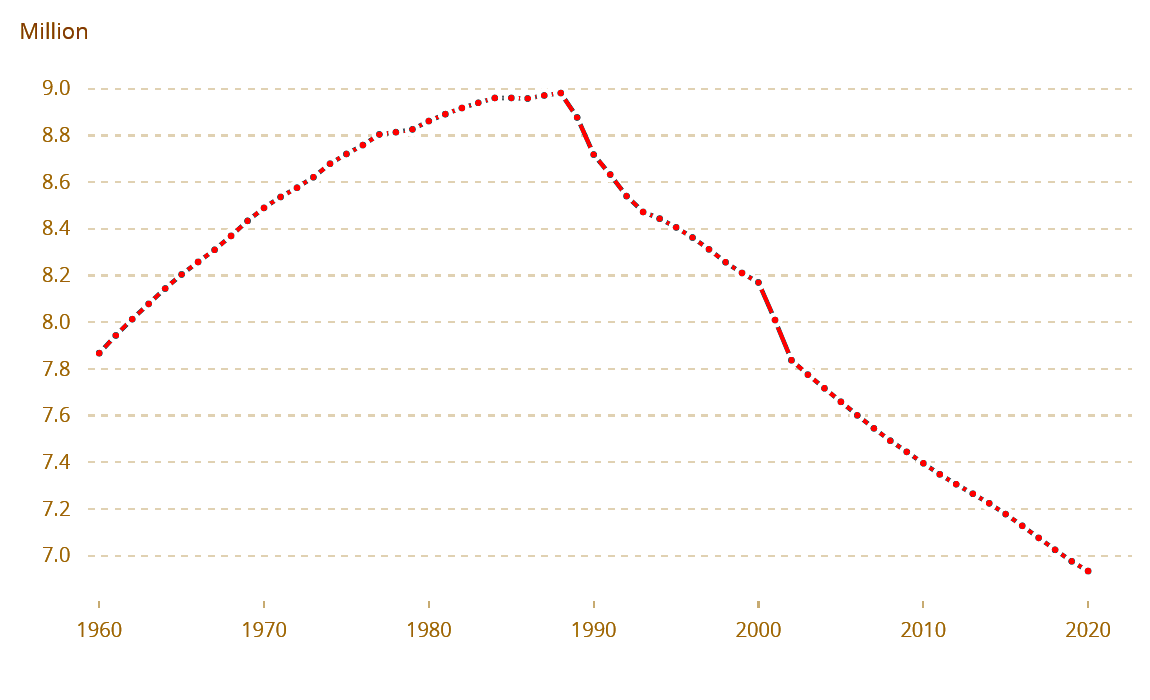
Tendència de la població des de 1961

La població de Bulgària és de 7.153.784 persones, d'acord amb els resultats finals de l'últim cens oficial del 2015. Bulgària pateix en l'actualitat una crisi demogràfica, que és un dels seus problemes més greus. Ha sofert un creixement negatiu de la població des de principis de la dècada de 1990, quan el col·lapse econòmic va provocar una perllongada onada d'emigració. Entre 937.000 i 1.200.000 persones -principalment joves adults- van abandonar el país abans del 2005. La taxa de fecunditat total (TFT) es va estimar en 1,46 nens nascuts per dona el 2017, per sota de la taxa de reemplaçament de 2,1. La majoria dels nens neixen de dones solteres. A més, un terç de totes les llars consten d'una sola persona i el 75,5% de les famílies no tenen fills menors de 16 anys. Les taxes de natalitat resultants es troben entre les més baixes del món mentre que les taxes de mortalitat estan entre les més altes.
Durant l'època del socialisme a la República Popular de Bulgària, la població va créixer fins a arribar als seus màxims -prop de 9 milions. En el cens de 1985 la població de Bulgària va tocar sostre i arribà a 8.948.649 persones. S'esperava que el búlgar nou milions nasqués a la dècada de 1990, però després de la caiguda de Tòdor Jívkov i el seu règim, aquest no fou el cas. Després de 1989 el creixement demogràfic va començar a disminuir significativament i, el 2001, la població era de 7.932.984.
El 72,5% de la població resideix en zones urbanes. Gairebé un 18% viu a la capital i la ciutat més gran del país, Sofia (1.325.429 habitants), seguida de Plòvdiv (345.000), Varna (344.000), Burgàs (209.000) i Russe (160.000). Els búlgars en són el principal grup ètnic i conformen el 84,8 per cent de la població. Les minories turca i gitana conformen el 8,8 i el 4,9 per cent, respectivament; l'1,5% restant inclou altres minories -russos, armenis, xinesos, valacs, sarakatsani, ucraïnesos, grecs, jueus, romanesos, i altres persones que no s'identifiquen amb cap grup ètnic en el cens. La minoria gitana sol ser subestimada en les dades del cens i pot representar fins a un 11 per cent de la població.

### Salut
Més del 80% de totes les morts són degudes al càncer i malalties cardiovasculars. Les taxes de mortalitat podrien millorar amb una atenció sanitària oportuna i adequada, que el sistema actual no proporciona totalment. Tot i que l'assistència sanitària a Bulgària és universal les despeses a càrrec de l'assegurat representen gairebé la meitat de la despesa sanitària i limiten significativament l'accés a l'atenció mèdica. Altres problemes que afecten la provisió d'atenció són l'emigració de metges a causa dels baixos salaris, hospitals regionals insuficients i infraequipats, escassetat d'oferta i canvis freqüents del paquet de serveis bàsics per als assegurats.

### Educació

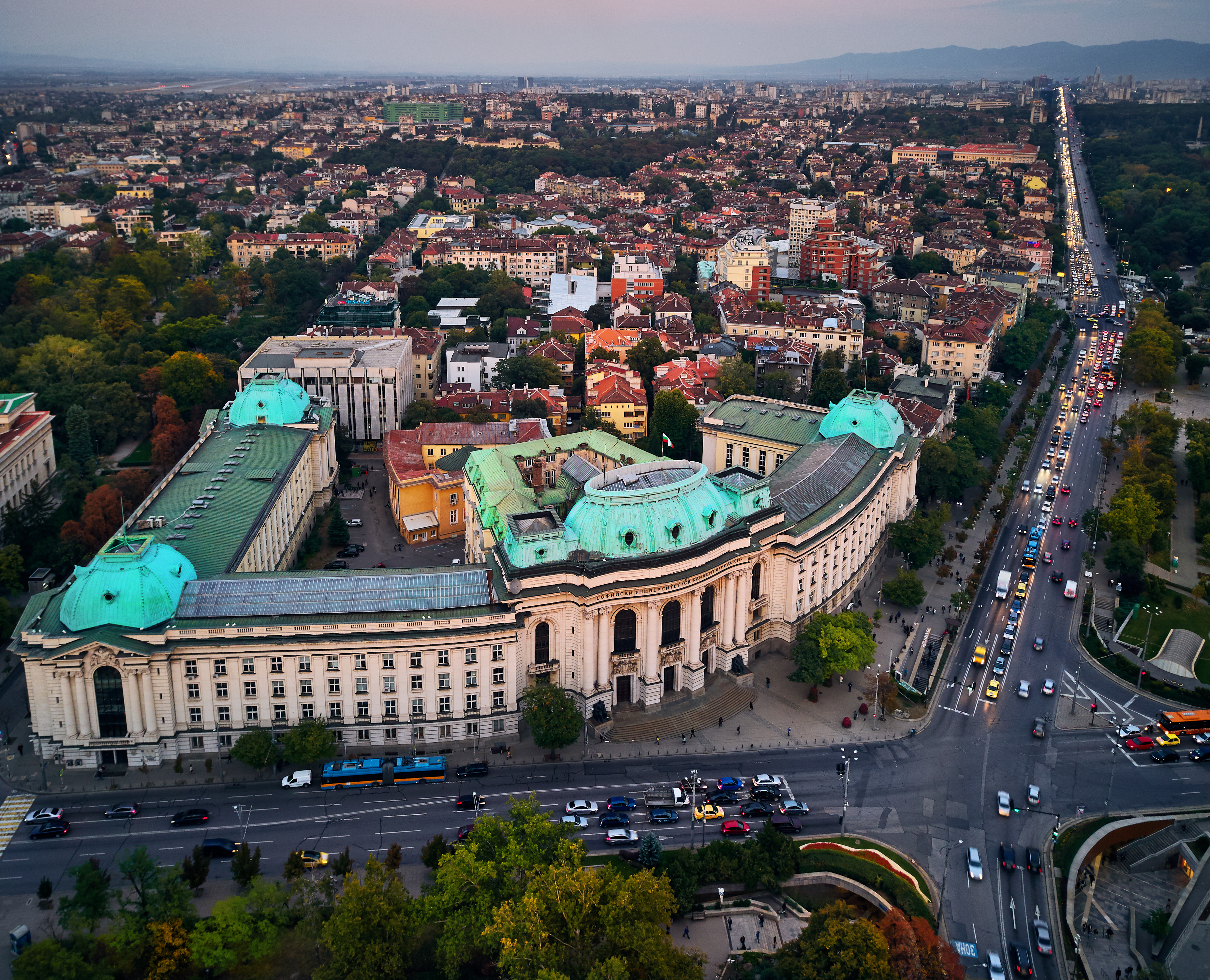
El Rectorat de la Universitat de Sofia

La taxa mitjana d'alfabetització de la població és del 98,2% segons el cens de 2001. Segons l'Eurobaròmetre de 2005, gairebé el 21% de la població parla rus i el 15% anglès. La competència en llengua estrangera ha augmentat. Durant el període 2000-2001, aproximadament el 30% dels alumnes de primària estudiava anglès com a segona llengua i el 25% francès.
El sistema educatiu està sota la supervisió del Ministeri d'Educació i Ciència. Els graus d'educació a Bulgària són quatre: elemental (de 1er a 4t grau), primària (5è a 8è grau), secundària (9è a 12è grau) i superior. El Ministeri finança parcialment escoles, col·legis i universitats públiques, estableix criteris per als llibres de text i en supervisa el procés de publicació. L'educació a les escoles públiques primàries i secundàries és gratuïta.
Hi ha més de 40 institucions d'educació superior acreditades (facultats i universitats) al territori búlgar. La institució d'educació superior de més nivell de Bulgària és la Universitat de Sofia.
La qualitat de l'educació búlgara és baixa. La insuficient quantitat d'universitats, la manca d'instal·lacions a les escoles i la manca de fons estatals en ciència i innovació són el motiu pel qual el sistema educatiu produeix imatges pobres, i l'economia no resulta atractiva per als inversors. Alguns adolescents abandonen el sistema educatiu massa aviat o no hi estan coberts.

## Cultura

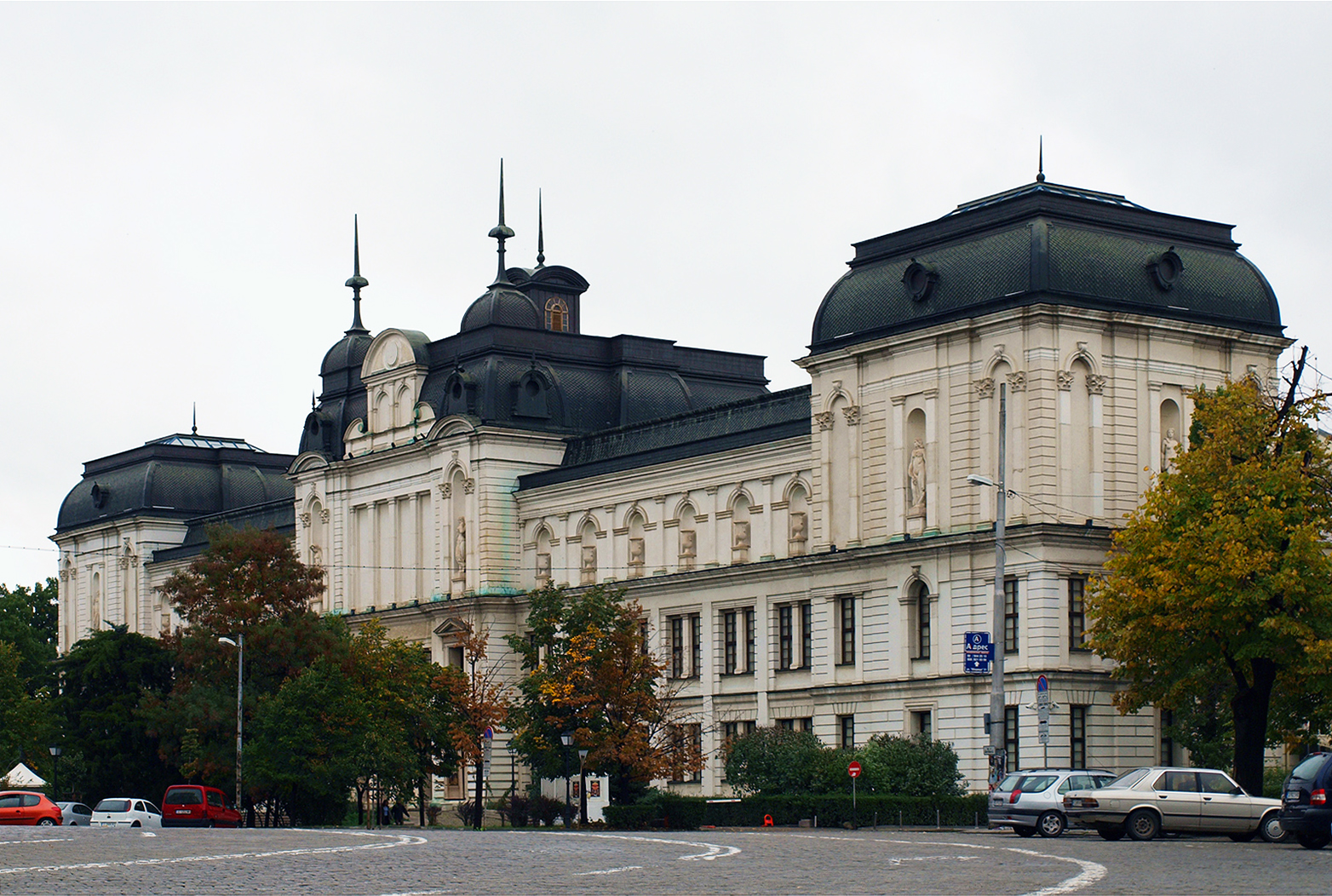
La Galeria Nacional d'Art Estranger disposa de nombrosos exemples d'art europeu, asiàtic i africà

La cultura tradicional búlgara és rica en herència tràcia, eslava i búlgara, juntament amb influència dels grecs, romans, otomans i celtes. Gran part del llegat dels tracis comprèn nombroses tombes i tresors d'or. El territori actual del país inclou parts de les antigues províncies romanes de Mèsia, Tràcia i Macedònia i molts dels descobriments arqueològics daten de temps de l'Imperi Romà, tot i que els antics búlgars també han deixat petjades del seu patrimoni en la música i en l'arquitectura antiga. El Primer i Segon Imperi Búlgar van funcionar com el centre de la cultura eslava durant gran part de l'edat mitjana, i exerciren considerable influència literària i cultural en el món ortodox eslau mitjançant les escoles literàries d'Ocrida i Preslav. Una de les principals aportacions del poble búlgar és l'alfabet ciríl·lic, usat com a sistema d'escriptura per moltes llengües d'Europa oriental i Àsia, que es va originar a l'antiga Bulgària al voltant del segle ix.

### Arquitectura i arqueologia

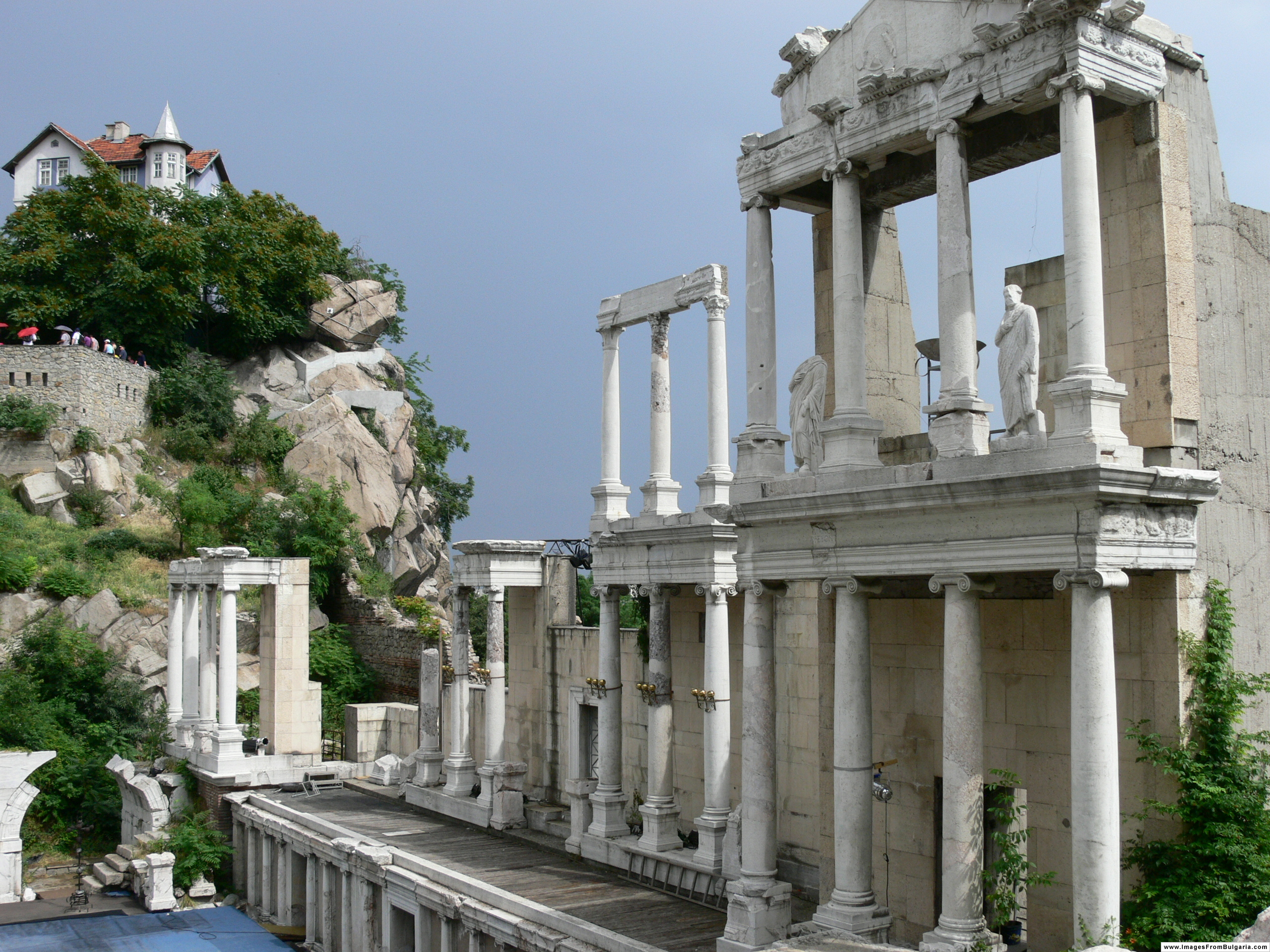
Arquitectura de l'antiga Roma a Plòvdiv, la ciutat més antiga d'Europa

Un artefacte històric de gran importància és el tresor més antic del món fet d'or, que data del mil·lenni V aC, trobat al jaciment arqueològic de la necròpolis de Varna. A més, Bulgària té nou llocs inscrits en la llista del Patrimoni de la Humanitat de la UNESCO: el Cavaller de Màdara, la tomba tràcia de Sveixtari i Kazanlak, l'església de Boiana, el monestir de Rila, les esglésies rupestres d'Ivànovo, el Parc natural de Pirin, la Reserva natural de Srèbarna i l'antiga ciutat de Nessèbar.

### Folklore
La cultura búlgara contemporània combina una cultura formal que va ajudar a forjar una consciència nacional cap al final del govern otomà i les tradicions populars mil·lenàries. Un element essencial del folklore búlgar és el foc, utilitzat per a desterrar els esperits malignes i les malalties. Moltes d'elles són personificades com a bruixes, mentre que altres criatures com el zmei (búlgar: змей) i la samodiva (búlgar: Самодива) són guardians benèvols o enganyosos ambivalents.
El survàkane (búlgar: сypвaкaнe) és un costum utilitzat per desitjar un pròsper any nou. El survakane és una tradició realitzada amb un bastó decorat, conegut com a survàknitsa o survatxka, el dia d'Any Nou, com a mesura de salut durant l'any. En aquest ritual, un membre de la família, típicament el més jove, toca lleugerament l'esquena dels altres amb un survàknitsa durant el Nadal o el matí del dia d'Any Nou, mentre recita un vers per desitjar bona sort al seu familiar.

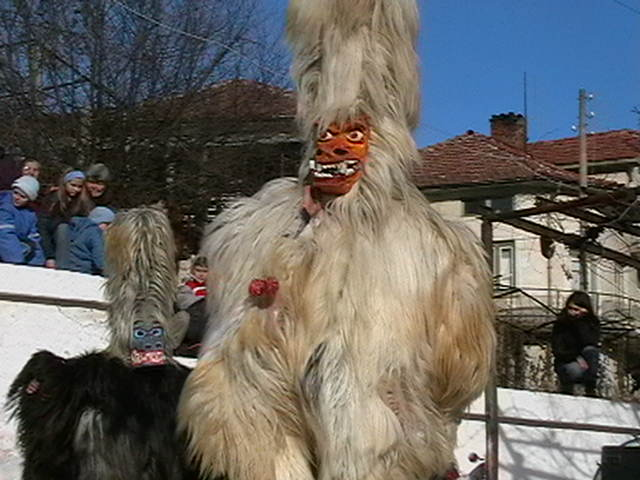
Kúkeri al poble de Brejani

El hàmkane (búlgar: хамкане) és una tradició popular relacionada amb el carnaval eslau: es penja del sostre, amb un fil, un ou bullit o un tros de carbó vegetal, i es fa girar al voltant de la taula. Els membres de la família han d'intentar atrapar-lo amb la boca, sense fer servir les mans. Qui tingui èxit serà viu i sa tot l'any.
El kúker (búlgar: кукер; plural búlgar: кукери, kúkeri) és un ritual tradicional búlgar per a espantar els mals esperits, amb vestits per realitzar el ritual. Tradicions estretament relacionades es troben a la zona dels Balcans i Grècia (inclosos Romania i el Pont). Els rituals del kúker són realitzats per persones disfressades de bèsties o personatges típics (àvia, avi, rei, recaptador d'impostos), sempre amb caretes, sovint amb sivelles de cinturons i pells d'animals. Ballen als carrers per espantar les forces del mal i foragitar el fred i realitzen rituals com ara l'arada, la sembra i altres per a la fertilitat i la salut.

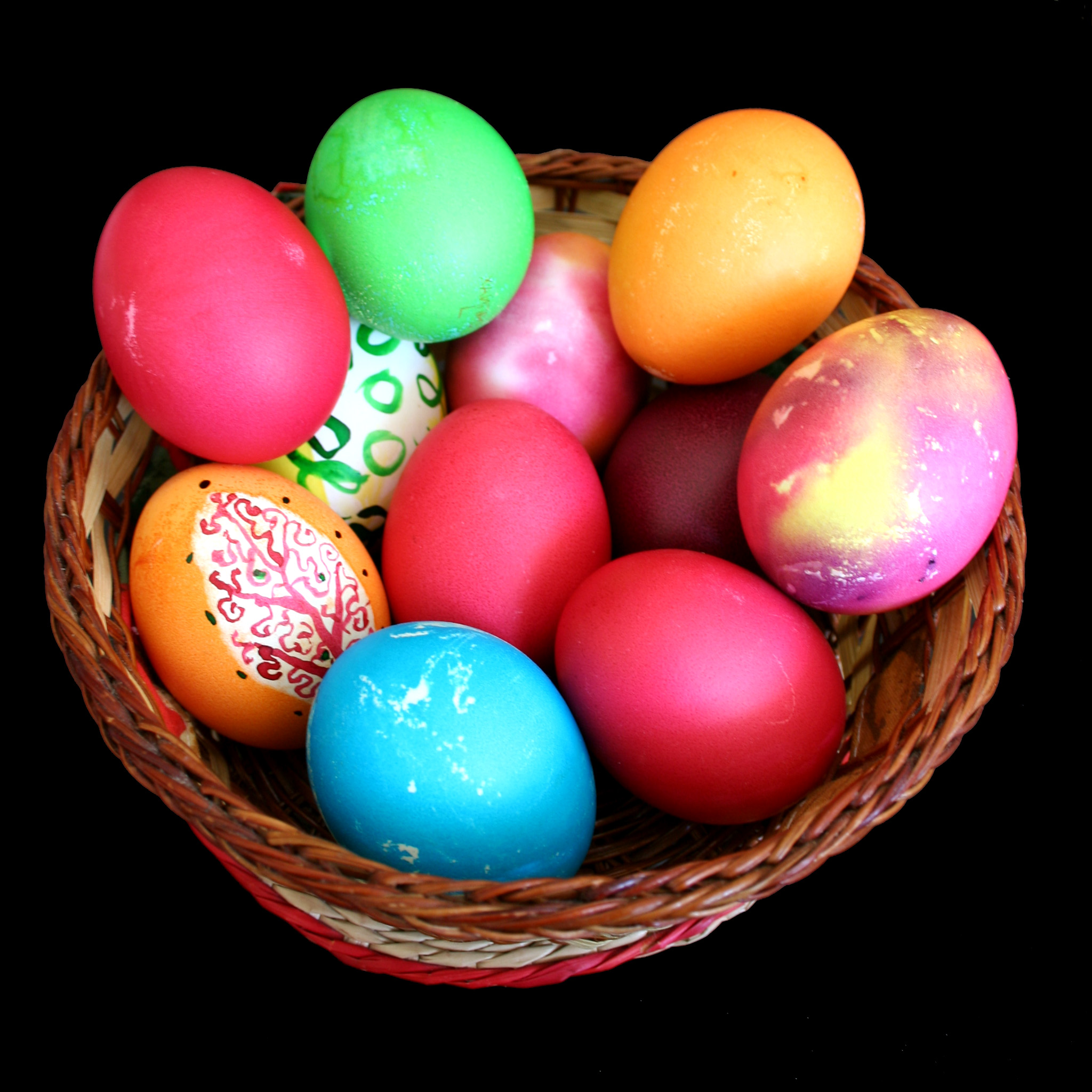
Ous de Pasqua búlgars

La Setmana Santa és la festa religiosa més significativa del calendari. La seva data depèn de la primera lluna plena després del dia de l'equinocci de primavera. Els ous de Pasqua vermells es pinten el Dijous Sant. Amb el primer ou pintat de color vermell, l'àvia dibuixa el senyal de la creu al front dels nens perquè estiguin sans durant tot l'any. El dijous de Pasqua es renova el ferment i es barreja la massa dels pans de Pasqua i els kozunacs.
La martenitsa (búlgar: мартеницаm, plural: мартеници, martenitsi) és una petita peça d'adorn típica de Bulgària, en forma de borla, feta de fil de color vermell i blanc, que s'ofereix als amics i parents just abans que arribi la primavera. Segons la creença tradicional, les martenitsi serveixen per a allunyar els mals que venen amb l'hivern. El color blanc significa la neu que s'ha anat, i el vermell representa el sol que ve. El nom del dia festiu tradicional de benvinguda de la primavera, que se celebra l'1 de març, es diu Baba Marta (búlgar: Баба Марта), que en català significa 'iaieta Marta': "Marta" és un nom derivat de la paraula búlgara per al mes de març, mart, búlgar: март). La tradició de celebrar la Baba Marta té probablement més de mil anys, i fins avui, és un dels festius més populars de Bulgària, quan es poden veure nens i adults plens de "penjolls" vermells i blancs i els arbres plens de màrtenitsi.
El nestinarstvo (búlgar: Нестинарство) és una dansa de foc ritual d'origen traci. La característica més coneguda del nestinarstvo és el fet de ballar i caminar descalç sobre brases roents, i el duen a terme els nestinari, els quals són els guardians del coneixement ocult. Se celebra generalment a la plaça del poble, davant de la gent, el dia dels sants Constantí i Helena o el dia del patró del poble. El ritual, una barreja única de creences de l'Església ortodoxa oriental i tradicions paganes més antigues de les muntanyes de Strandja, està inclòs en la llista de Patrimoni Cultural Immaterial de la Humanitat de la UNESCO.

### Art
Bulgària té un patrimoni ric religiós d'arts visuals, especialment en els frescos, murals i icones, molts d'ells produïts per l'escola artística de Tàrnovo. En tot el país, s'exhibeixen diverses obres d'artistes búlgars en més de 200 museus, entre els quals destaquen el Museu Nacional d'Arqueologia i la Galeria Nacional d'Art, ambdós situats a la capital.

### Cinema
Es considera que el començament de la cinematografia a Bulgària és la pel·lícula de Vassil Guèndov Bulgaran és galant, búlgar: Българан е галант (1915). De 1915 a 1948 (quan es va nacionalitzar la producció cinematogràfica) es van crear 55 pel·lícules. Durant el govern del Front de la Pàtria es creen pel·lícules amb orientació històrica i ideològica. Es dona un control estricte i censura per l'estat, i algunes pel·lícules s'aturen o es retiren de les pantalles. L'estudi més gran d'aquell moment era el Nu Boiana Film Studios. Després de la crisi dels anys noranta, el cinema va començar a créixer lentament amb el rodatge de noves sèries i pel·lícules. Moltes produccions estrangeres, principalment de Hollywood, es filmen a Bulgària.

### Música
El país té una llarga tradició musical, que es remunta fins als començaments de l'edat mitjana. Joan Cucuzeles (c. 1280-1360) es va convertir en un dels primers compositors més coneguts de l'Europa medieval. Des del període de l'edat mitjana fins avui en dia, només han arribat obres de música sacra, la majoria d'autors desconeguts.
La música secular segueix estant poc desenvolupada en els segles següents, especialment durant el domini otomà. Durant l'opressió turca a Bulgària no se sap si hi havia institucions d'educació musical i de pedagogia musical, per la qual cosa se suposa que no hi va haver música professional. A finals del segle xix, després de l'alliberament de Bulgària, apareix la música clàssica búlgara. Gueorgui Atanàsssov, Dobri Hrístov, graduat del Conservatori de Praga i alumne d'Antonín Dvořák, i Emanuïl Manòlov, formen part de la primera generació de compositors búlgars. Emanuïl Manòlov és l'autor de la primera òpera búlgara: Siromakhínia. Panaiot Pípkov és famós per les seves operetes, però sobretot amb l'himne dels sants germans Ciril i Metodi, conegut com a Varvi, narode vazrodeni (búlgar: Върви, народе възродени). Modernament, cal destacar els pianistes Alexis Weissenberg i Vesselín Stànev. El festival d'estiu "Esperit de Burgàs", se celebra anualment a la ciutat de Burgàs i s'ha convertit en un escenari important de la música búlgara moderna, a més de ser un dels festivals de música més importants d'Europa.
La música folklòrica nacional té un so distintiu i utilitza una àmplia gamma d'instruments tradicionals, com ara la gadulka, la gaida (гайда), el kaval (кавал) i el tapan (тъпан).
Bulgària també és famosa per diversos cantants talentosos, com Borís Christoff, Guena Dimitrova, Anna Tòmowa-Sintow, Raïna Kabàivanska i Nicolai Ghiaúrov. Durant l'època socialista destaca l'anomenada música estrada, els membres destacats de la qual són Irina Txmikhova, Gueorgui Kordov, Margret Nikòlova, Lili Ivànova, Emil Dimítrov, Borís Gudjúnov, Paixa Hrístova, Bogdana Karadòtxeva, Vassil Nàidenov, Orlín Gorànov, Iordanka Hrístova i Bísser Kírov. Molts d'ells gaudiren de renom mundial als anys 60, 70 i 80, i alguns en són molt populars avui a Bulgària.

### Literatura

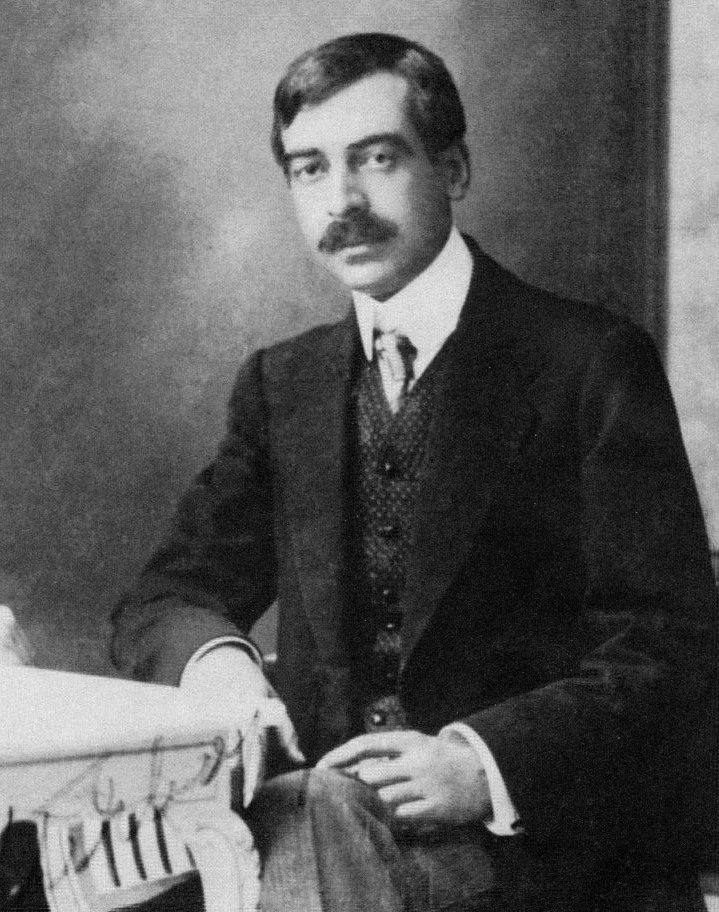
El poeta simbolista búlgar Peio Iavòrov

L'edat mitjana va estar marcada per les escoles literàries de Preslav i Ocrida. Aquestes foren essencialment les primeres institucions acadèmiques eslaves i el seu establiment al segle x s'associa amb un període d'or de la literatura búlgara. Aquest èmfasi en l'erudició cristiana va convertir l'Imperi Búlgar en un centre de la cultura eslava, va dur els pobles eslaus sota la influència del cristianisme i els va proporcionar un llenguatge escrit. El seu alfabet, el ciríl·lic, fou desenvolupat per l'escola literària de Preslav. L'escola literària de Tàrnovo, d'altra banda, està associada a una edat de plata de la literatura definida per temes històrics i místics sota les dinasties Assèn i Xixman. Moltes obres mestres literàries i artístiques van ser destruïdes pels conqueridors otomans, i les activitats artístiques no van ressorgir fins al renaixement nacional búlgar al segle xix. L'enorme corpus literari d'Ivan Vàzov abasta tots els gèneres, aborda totes les facetes de la societat búlgara, i encadena les obres de prealliberament amb la literatura de l'estat recentment establert. Algunes obres destacades posteriors són Bai Gànio d'Aleko Konstantínov, la poesia nietzscheana de Pentxo Slavèikov, la poesia simbolista de Peio Iàvorov i Dimtxo Debeliànov, les obres inspirades pel marxisme de Geo Mílev i Nikola Vaptsàrov, novel·les socialrealistes de Dimítar Dímov i Dimítar Tàlev. Tzvetan Tòdorov és un notable autor contemporani, mentre l'autor d'origen búlgar Elias Canetti fou guardonat amb el Premi Nobel de Literatura el 1981.

### Llengua
La llengua búlgara és parlada com a llengua materna i llengua nadiua pel 85,2% de la població, i gaudeix de l'estatus de llengua oficial i nacional. La resta sol tenir el búlgar com a segona llengua. El turc és la llengua materna del 9,1% de la població i el romaní del 4,2%
La llengua búlgara és la primera llengua eslava documentada. El seu desenvolupament històric es caracteritza per quatre períodes principals: període anterior a l'escriptura (fins al segle ix), antic búlgar (segles ix-xi), búlgar mitjà (segles xi-xiv) i búlgar modern (segle xv). La llengua búlgara moderna pertany al grup de les llengües eslaves i en concret a la família de les llengües eslaves meridionals (subgrup oriental) i és un dels 23 idiomes oficials a la Unió Europea.
L'alfabet ciríl·lic fou creat a Bulgària, molt probablement per sant Climent d'Ocrida i batejat amb el nom del seu mestre i creador de l'alfabet glagolític Ciril el Filòsof. Les seves versions actualitzades s'utilitzen en búlgar, rus, macedònic, serbi, ucraïnès, belarús, així com en altres països de l'antiga Unió Soviètica, Àsia i Europa oriental. En el curs del desenvolupament històric de la llengua búlgara i els seus contactes amb les seves llengües veïnes no eslaves de la península Balcànica, es donen canvis significatius en comparació amb les altres llengües eslaves. Aquests canvis afecten la morfologia i la sintaxi, i es caracteritzen per la pèrdua gairebé completa del cas gramatical, l'ús de l'article definit (sufixat al substantiu), la preservació de l'ús dels temps passats simples eslaus (passat perfet i passat imperfet), la desaparició de l'infinitiu, etc. Aquests canvis distingeixen, en general, el desenvolupament de la morfologia i la sintaxi en la llengua búlgara de la direcció del desenvolupament de les altres llengües eslaves.

### Religió
La Constitució de Bulgària defineix el país com un estat laic amb llibertat religiosa garantida, però s'assenyala el cristianisme ortodox com una religió "tradicional. El 59% del cens de població de 2011 s'identifica com cristià ortodox, dels quals no és clar quants s'identifiquen com d'estil antic i quants com a neocalendaristes. L'Església ortodoxa búlgara va aconseguir l'estatus d'autocefàlia el 927, i actualment té 12 diòcesis i més de 2.000 sacerdots. Més de tres quartes parts dels búlgars s'adscriuen a l'ortodòxia oriental.
La religió minoritària més gran és l'islam, que és esmentat com a religió pròpia pel 7,8% de la població (majoritàriament de la minoria turca, però també pels musulmans de Bulgària i una cinquena part dels gitanos. El 7,4% són sunnites i el 0,4 % són xiïtes i d'altres). La majoria d'ells no són practicants i consideren inacceptable l'ús del hijab a les escoles. A continuació, se situen el protestantisme, amb un 0,9%, el catolicisme romà amb un 0,7%, i els apostòlics armenis, amb un 0,02 per cent, un 0,13 per cent segueixen altres religions, i el restant el 31% o bé indica que no té religió o no respon a la pregunta.
Segons una enquesta de 2009 basada en una petita proporció de la població, el 67,3% dels ciutadans búlgars creuen en l'existència de Déu i el 21,7% no ho fan. Al mateix temps, el 13,6% d'ells assisteixen a serveis religiosos almenys una vegada al mes, i el 24,1% declaren que creuen en el més enllà.

### Gastronomia

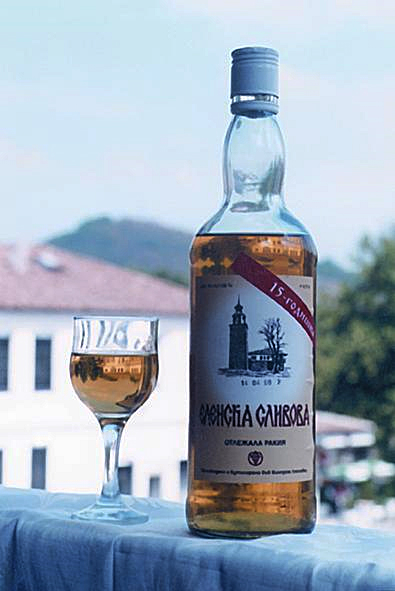
Rakia elaborada a Elena, centre de Bulgària

La gastronomia búlgara és similar a la d'altres països balcànics i demostra una forta influència turca i grega. La llet agra (búlgar: кисело мляко kisselo mliako), la lukanka (búlgar: луканка), la banitsa (búlgar: баница), l'amanida Xopska (búlgar: шопска салата xopska salata), la liútenitsa (búlgar: лютеница) i el kozunak (búlgar: козунак) són alguns dels aliments més característics de la seva gastronomia.
A causa del clima relativament càlid i de la seva complexa geografia, el territori búlgar ofereix les condicions de creixement excel·lents per a una gran varietat d'hortalisses, herbes i fruites. La majoria dels plats es cuinen al forn, al vapor o en forma d'estofat. Les fregides són rares, però les graellades (especialment de diferents tipus de carns) s'elaboren en tot el país. La carn de porc és la carn més comuna, seguida del pollastre i el xai. Altres plats orientals com la mussacà (búlgar: мусака), el güveç (búlgar: Гювеч) i la baklavà (búlgar: Баклава) són àmpliament consumits.
La gastronomia de Bulgària també destaca per la qualitat dels productes làctics i amanides, així com per la varietat de vins i begudes alcohòliques locals com el rakia, el mastika i la menta. El vi búlgar també és una altra beguda important: destaquen els de Dimiat i el Mavrud. El vi búlgar s'exporta a diferents parts de tot el món, i fins al 1990 el país era el segon exportador mundial més important de vi embotellat. La collita del 2016 va obtenir 128 milions de litres de vi, dels quals 62 milions es van exportar principalment a Romania, Polònia i Rússia.

### Esports

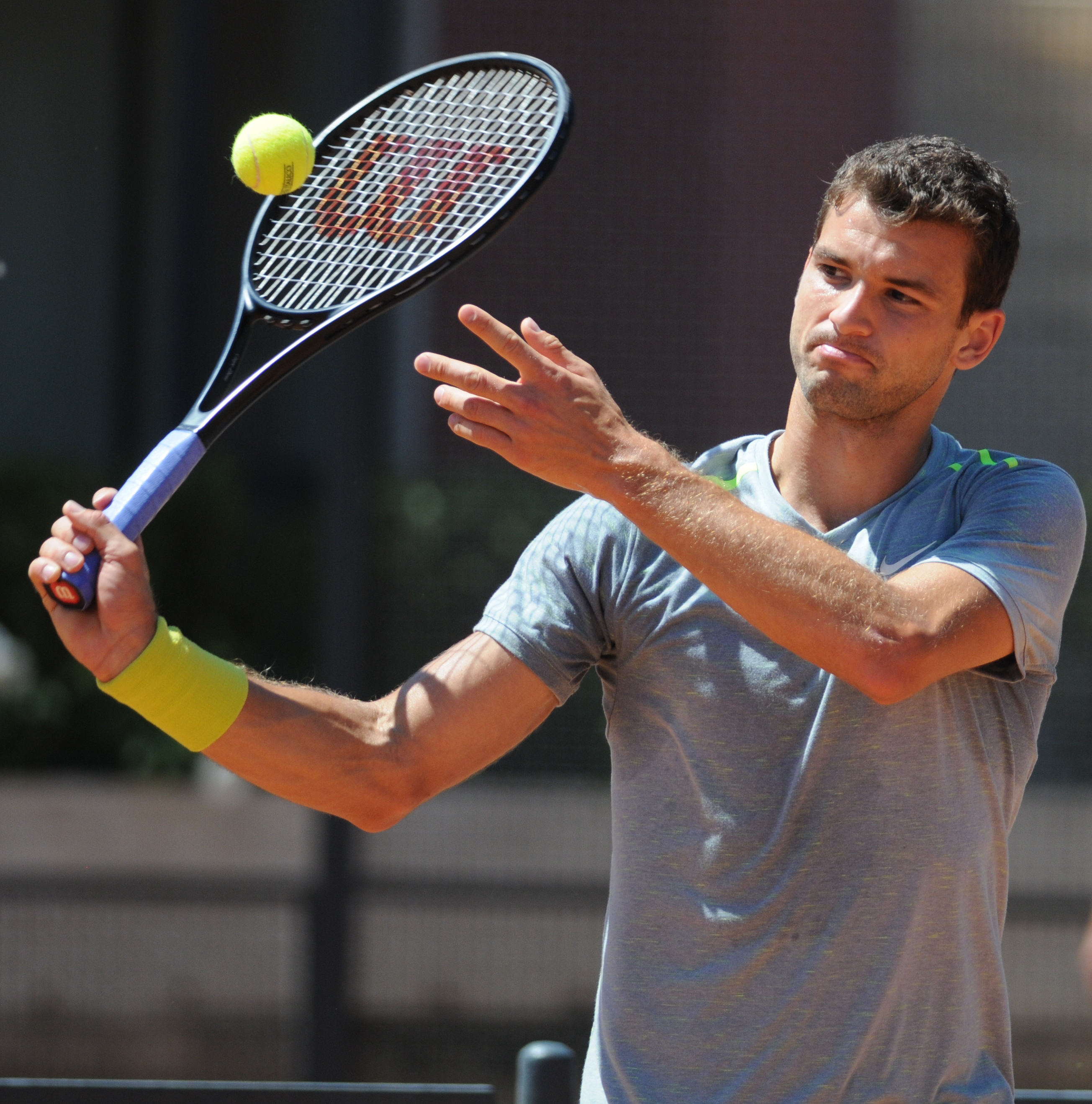
Grigor Dimitrov a l'Internazionali BNL d'Italia 2015

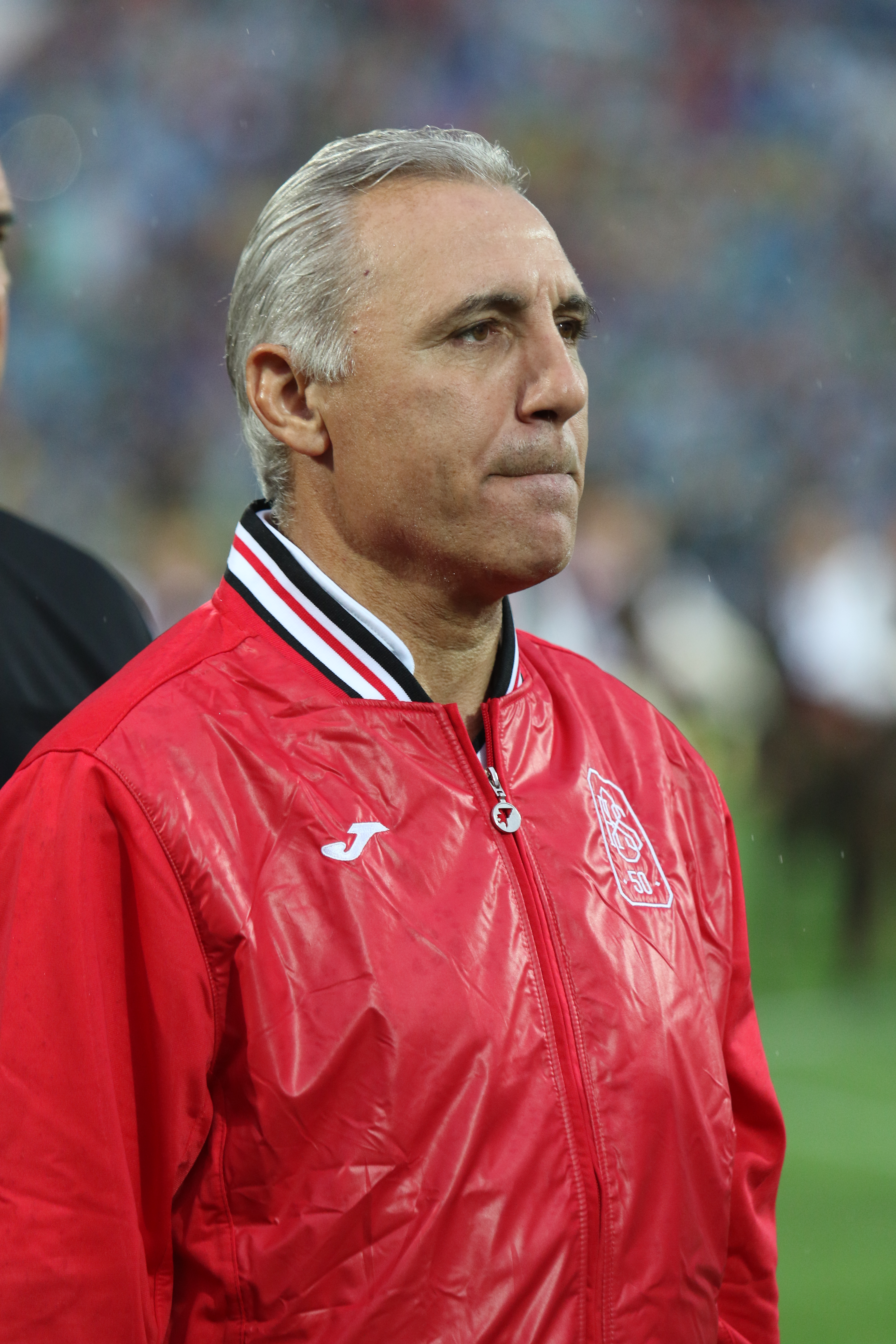
Hristo Stoítxkov

La primera aparició olímpica de Bulgària fou als jocs de 1896, quan estigué representada per Charles Champaud.Des de llavors, els seus atletes han guanyat 52 medalles d'or, 89 de plata i 83 de bronze,la qual cosa la situa en 24ena posició al medaller dels Jocs Olímpics. Menció especial mereix Dan Kòlov, considerat el millor lluitador de tots els temps.
L'halterofília és l'esport emblemàtic de Bulgària. L'entrenador Ivan Àbadjiev va tenir un paper fonamental en el desenvolupament de pràctiques de formació innovadores que han produït molts campions olímpics i mundials búlgars en l'esport des dels anys vuitanta. Els atletes búlgars també han excel·lit en lluita, boxa, gimnàstica, voleibol i tennis. Stefka Kostadínova és l'actual plusmarquista en salt d'alçada femení, amb una marca de 2.09 metres, assolida durant el campionat del Món d'atletisme de 1987. Grigor Dimitrov és l'únic jugador búlgar que ha aconseguit el Top 10 dels rànquings de l'ATP.
El futbol és l'esport més popular. Una semifinal a la Copa del Món de Futbol de 1994 és fins ara el millor resultat de l'equip nacional de futbol, llavors encapçalat pel davanter Hristo Stoítxkov.Stoítxkov és el jugador búlgar més reeixit de tots els temps, guanyador de la Bota d'Or i la Pilota d'Or i considerat un dels millors del món quan jugava amb el Futbol Club Barcelona als anys noranta. El CSKA i el Levski, ambdós amb seu a Sofia són els clubs més exitosos del país i els eterns rivals. El Ludogorets és notable per haver avançat des de la quarta divisió local fins a la fase de grups de la UEFA Champions League 2014-15 en només nou anys.Situat al 39è lloc el 2018, és el club búlgar més ben posicionat a la UEFA.

## Festius oficials
| Data              | Nom català                                                             | Nom local                                                        | Remarques |
| ----------------- | ---------------------------------------------------------------------- | ---------------------------------------------------------------- | --- |
| 1 de gener        | Any Nou                                                                | Нова година                                                      | |
| 3 de març         | Dia de l'alliberament de Bulgària del jou otomà                        | Ден на Освобождението на България от османско иго                | Festa nacional |
| 1 de maig         | Dia Internacional dels Treballadors                                    | Ден на труда и на международната работническа солидарност        | |
| 6 de maig         | Dia de Sant Jordi (Guèrguiovden) Dia de les Forces Armades de Bulgària | Гергьовден, Ден на храбростта и празник на Българската армия     | |
| 24 de maig        | Dia de l'educació i la cultura búlgares i de la literatura eslava      | Ден на българската просвета и култура и на славянската писменост | |
| 6 de setembre     | Dia de la unificació de Bulgària                                       | Съединение на България                                           | |
| 22 de setembre    | Dia de la Independència de Bulgària                                    | Ден на Независимостта на България                                | |
| 1 de novembre     | Dia dels il·luminadors búlgars                                         | Ден на народните будители                                        | Dia no lectiu per a escoles, altrament dia laborable.                                                                                         |
| 24 de desembre    | Vespra de Nadal                                                        | Бъдни вечер                                                      | |
| 25/26 de desembre | Nadal (Nativitat de Crist)                                             | Рождество Христово                                               | Els búlgars tenen dos dies de Nadal, tots dos anomenats Dia de Nadal.                                                                         |
| Movible           | Diumenge de Pasqua                                                     | Великден                                                         | Els dies es determinen d'acord amb el calendari ortodox (el 2018 és el 8 d'abril). Els diumenges i els dilluns de Pasqua no són dies feiners. |